# Lã hậu
Lã hậu (chữ Hán: 呂后, 241 – 180 TCN), có âm khác Lữ hậu, thường gọi Lã Thái hậu (呂太后) hay Hán Cao hậu (漢高后), là vị Hoàng hậu duy nhất của Hán Cao Tổ Lưu Bang - Hoàng đế sáng lập nên triều đại nhà Hán trong lịch sử Trung Quốc. Bà là Hoàng hậu đầu tiên của nhà Hán, cũng là hoàng hậu chính thức đầu tiên trong lịch sử Trung Quốc. Sau khi Hán Cao Tổ băng hà, bà tiếp tục đăng ngôi vị Hoàng thái hậu, từng can dự triều chính dưới triều đại Hán Huệ Đế Lưu Doanh, cuối cùng là Lâm triều xưng chế dưới thời hai Thiếu Đế là Lưu Cung và Lưu Hồng (194 TCN - 180 TCN), tổng cộng nắm quyền 15 năm.
Tuy là Hoàng tổ mẫu đầu tiên trong lịch sử, nhưng Lã Thái hậu chưa hề nhận danh vị Thái hoàng thái hậu, mà vẫn chỉ dùng danh tôn Hoàng thái hậu. Với quy cách và quyền hành ngang với một Hoàng đế, gọi là "Lâm triều xưng chế", Lã hậu khống chế triều đình chính thức suốt 8 năm. Thời kỳ trị vì của bà được liệt kê riêng biệt thành một giai đoạn trong lịch sử nhà Hán, được ghi chép sử sách thành một Bản Kỷ (本纪) trong bộ Sử ký Tư Mã Thiên, vốn chỉ để chép truyện về các Hoàng đế. Từ khi Tần Thủy Hoàng thống nhất Trung hoa, lập nên Đế quốc tại Trung Nguyên, bà là người phụ nữ đầu tiên nắm giữ quyền lực tối cao, ngang ngửa với các Hoàng đế. Thời kỳ bà nắm quyền, đã sử dụng thuật Hoàng lão làm chính sách, phế bỏ Hiệp thư luật (挟书律), lại tìm trong dân gian các điển sách, thư tịch cổ nào cũng đều đem về cất giữ trong tàng thư các. Đoạn kết "Lã hậu bản kỷ" trong Sử Ký ghi nhận: "Thời Lã hậu cầm quyền tuy có làm đảo lộn cung đình nhà Hán, giết hại các hoàng tử nhà Hán nhưng không làm xáo trộn đời sống xã hội, ít dùng hình phạt với dân chúng, thiên hạ được yên, nhân dân lo cày cấy, ăn mặc no đủ".
Đối với văn hóa Trung Hoa, Lã hậu cùng Võ Tắc Thiên và Từ Hi thái hậu là những người phụ nữ chuyên chính nổi bật nhất lịch sử Trung Quốc. Đặc biệt bà cùng Võ Tắc Thiên, hợp xưng [Lã Võ; 呂武], trở thành hình tượng lớn cho 2 người phụ nữ quyền lực nhất trong lịch sử, bà cùng Võ Tắc Thiên cũng là 2 người phụ nữ hiếm hoi có thời gian trị vì được biên thành ["Kỷ"] trong các sách lịch sử chính thống.

## Thời trẻ

### Thân thế
Lã hậu có tên thật là Lã Trĩ (呂雉), biểu tự là Nga Hủ (娥姁). Cha Lã Trĩ là Lã Văn (呂文, cũng gọi [Lã Công; 呂公]), nguyên quán ở Đan Phụ (單父; nay là huyện Thiền tỉnh Sơn Đông). Trong nhà bà còn 2 anh trai là Lã Trạch (吕泽) và Lã Thích Chi (吕释之); ngoài ra còn 2 chị em gái Lã Trường Hủ (吕長姁) và Lã Tu (吕媭).
Thời nhà Tần, Lã Công dời nhà đến Bái huyện (沛县; nay huyện Bái, tỉnh Giang Tô) để tránh bị trả thù. Tại đây, Lã Công với Huyện lệnh của Bái huyện là bạn bè nhiều năm, nay toàn gia dời nhà đến đây thì tụ tập chúc mừng, trong đó có nhiều hào kiệt thân hữu của huyện lệnh cũng đến. Trong buổi tiệc đó, Lã Công gặp Lưu Bang – lúc đó mới làm chức Đình trưởng (亭長). Nguyên là theo lệ, Chưởng lại Tiêu Hà sắp xếp ai mừng tiền nhiều trên 1.000 đồng thì để ra bên ngoài khách đường, Lưu Bang dù không mang một văn tiền nào, cũng ghi vào trong bái tiếp mình góp 10.000 đồng tiền. Khi xem bái thiếp, Lã Công rất giật mình, bèn thân ra cửa đón tiếp, có ý yêu mến Lưu Bang. Với tâm lý đó, Lã Công dòm xem tướng số, cho rằng Lưu Bang sẽ làm nên nghiệp lớn, bèn gả Lã Trĩ cho Lưu Bang. Bà kém Lưu Bang chừng 15 tuổi.
Bà Lã nghe chồng mình như vậy, bèn vội xen vào:「"Ông vốn coi trọng con gái chúng ta, quả quyết sẽ gả cho quý nhân. Bái huyện lệnh đối đãi rất tốt, còn có ý thông gia, ông còn chưa từng đồng ý, thế mà vì sao lại gả cho loại người như Lưu Quý?"」. Dù vậy, Lã Công vẫn kiên trì đem Lã Trĩ gả cho Lưu Bang. Trong thời gian này, Lã Trĩ sinh cho Lưu Bang một trai một gái, về sau chính là Hán Huệ Đế Lưu Doanh và Lỗ Nguyên công chúa. Khi Lưu Bang đảm nhiệm Đình trưởng , thường xuyên xin nghỉ về nhà. Có một lần, Lã Trĩ cùng hai đứa nhỏ ở đồng ruộng làm cỏ, có một ông lão đi ngang qua, muốn chút nước uống, Lã Trĩ bèn mời ông lão ăn cơm. Ông lão nhìn Lã Trĩ, bèn nói:「"Bà là người đại quý khắp thiên hạ"」. Sau đó, Lã Trĩ mời ông lão xem tướng cho hai đứa nhỏ, ông lão nhìn Lưu Doanh mà nói:「"Đức bà sở dĩ hiển quý, chính là nhờ vào đứa bé trai này!"」, ông lão nhìn sang con gái, cũng nói đây là quý tướng. Khi ông lão đi rồi, Lã Trĩ đem chuyện đó nói với Lưu Bang, thì Lưu Bang hồ hởi đuổi theo ông lão xem cho mình, ông lão nói cả ba người kia đều là quý tướng, thì ắt hẳn ông cũng là đại hiển đại quý. Lưu bang cảm tạ, nói rằng về sau có hiển quý, sẽ không quên ơn ông lão. Tuy nhiên về sau cả Lưu bang cũng không tìm ra ông lão ấy đi đâu về đâu.
Lúc này, trong thiên hạ có lời đồn “Đông Nam có Thiên tử khí” (東南有天子氣), nên Tần Thủy Hoàng thường sang Đông Nam du tuần, cốt là để trấn áp khí của Thiên tử âm mưu tạo phản. Lưu Bang cho rằng có liên hệ với mình, bèn thường trốn lên vùng núi Nãng San. Lã Trĩ cùng những người khác chia nhau ra tìm kiếm, lần nào cũng tìm ra được chỗ chính xác của Lưu Bang. Nhiều lần như vậy, Lưu Bang cảm thấy kì quái nên hỏi, Lã Trĩ bèn nói cứ hễ Lưu Bang đi đến đâu thì trên trời đều có mây tụ đến đó, nên lúc nào cũng dễ dàng tìm ra. Tin đồn truyền ra, nhiều người cho rằng Lưu Bang có đại hiển đại quý, tụ họp về rất đông.

### Con tin ở Tây Sở
Lưu Bang khởi nghĩa chống nhà Tần, sau đó cùng Hạng Vũ tranh giành thiên hạ. Năm Hán nguyên niên (206 TCN), Lưu Bang mệnh quân đón Lã Trĩ, Lưu Thái Công cùng thân quyến. Quân Sở nhân đó đánh vào thủ phủ của Hán là thành Dương Hạ (nay là Thái Khang, Chu Khẩu). Cùng năm, cha của Lã Trĩ là Lã Công được Lưu Bang phong Lâm Tứ hầu (臨泗侯). Hai người anh bà là Lã Trạch, Lã Thích đều làm tướng dưới quyền Lưu Bang, theo Lưu Bang đi đánh dẹp. Anh cả bà là Lã Trạch tử trận, hai người con là Lã Đài, Lã Sản đều được phong tước Hầu.
Năm Hán thứ 2 (205 TCN), tháng 4, Lưu Bang nhân Hạng Vũ sa lầy chiến tranh ở đất Tề, bèn cùng các chư hầu tiến vào đánh chiếm kinh đô Tây Sở là Bành Thành. Do có nhiều chư hầu quy phục, thanh thế rất lớn nên Lưu Bang chủ quan, bị Hạng Vũ mang 3 vạn quân về đánh cho đại bại. Lưu Bang vội vã bỏ chạy, riêng Lã Trĩ cùng cha chồng là Lưu Thái Công bị quân Tây Sở bắt được. Hạng Vũ bắt được hai người, sai giam lại làm con tin. Lúc đó Lã Trĩ vẫn có người xá nhân của Lưu Bang bị lạc lại là Thẩm Tự Cơ theo hầu hạ. Lã Trĩ và cha chồng bị giữ ở Tây Sở 2 năm.
Năm Hán thứ 4 (203 TCN), tháng 9, Lưu Bang và Hạng Vũ giảng hòa, giao ước lấy Hồng Câu làm ranh giới, Hạng Vũ bèn tha cho Lưu Công và Lã Trĩ về với Hán vương Lưu Bang. Lã Trĩ được phong là Vương hậu, cha bà Lã Công cùng năm ấy qua đời. Năm sau (202 TCN), Lưu Bang hợp sức với các chư hầu diệt được Hạng Vũ, làm chủ cả thiên hạ.

## Hoàng hậu nhà Hán

### Giết hại công thần
Tuy đánh bại Hạng Vũ và lên ngôi Hoàng đế, nhưng trong quốc gia lúc đó nhiều nơi không khuất phục triều đình khiến Lưu Bang phải cầm quân đánh dẹp liên miên. Lưu Bang lập Lã Trĩ làm Hoàng hậu, Lưu Doanh con bà được lập làm Hoàng thái tử, cùng với Thừa tướng Tiêu Hà và các đại thần trông coi triều chính tại Trường An.
Lã hậu mau chóng thể hiện tài trí một nhà cai trị khôn ngoan, có tài năng và cứng rắn, cũng mau chóng bà có giao tình tốt với các mệnh quan triều đình. Tất cả một phần đều kính bà, một phần đều sợ sự tàn nhẫn, cứng rắn trong hành vi cai trị của bà. Trong số nhiều công thần bị Hán Cao Tổ trừ khử để phong cho các con mình thay thế làm chư hầu, Lã Hậu tham gia trực tiếp vào 2 vụ. Đó là cái chết của Hàn Tín và Bành Việt.
Năm Cao Tổ thứ 10 (197 TCN), Trần Hy làm phản ở đất Cự Lộc. Lưu Bang triệu tập Lương vương Bành Việt đến hội quân để đánh Hy, nhưng Bành Việt cáo ốm không đi, chỉ cho bộ tướng đi thay. Lưu Bang bèn sai sứ bất ngờ đến bắt Việt giải về Lạc Dương. Lưu Bang nghĩ Việt có công lao nên không giết mà chỉ đày vào huyện Thanh Y (青衣縣), đất Thục. Đúng lúc này, Lã hậu từ Trường An ra Lạc Dương thì gặp Bành Việt ở đất Trịnh. Bành Việt đến xin gặp Lã hậu để kêu oan, nhờ bà nói với Hán Cao Tổ tha tội, xin được về quê Xương Ấp. Lã hậu nhận lời, nhưng khi trở về Lạc Dương bà lại khuyên Lưu Bang rằng:"Bành Việt là dũng tướng, nếu thả vào đất Thục mà dấy quân làm phản thì để ẩn hoạ cho mình, chi bằng giết luôn để trừ hậu hoạ". Lưu Bang nghe theo. Lã hậu bèn sai một môn khách của Bành Việt đứng ra tố cáo rằng: "Bành Việt muốn xin về Xương Ấp, thực chất là để làm phản". Lưu Bang và Lã hậu cứ theo đó, sai Đình uý Điền Khai làm án, lệnh giết cả họ Bành Việt.
Sang năm sau (196 TCN), đại tướng Hàn Tín có công lao lớn nhất trong các công thần mà Lưu Bang rất đề phòng trong nhiều năm, đã bị lừa bắt về kinh đô. Cùng trong vụ Trần Hy làm phản, trong khi Lưu Bang mang quân đi dẹp thì Lã hậu cầm quyền ở kinh đô sai thừa tướng Tiêu Hà đến gặp Hàn Tín dụ rằng:「"Trần Hy đã chết, các chư hầu, các quan đều đến mừng. Tuy ngài ốm, cũng xin cố gắng vào mừng"」. Hàn Tín theo Tiêu Hà vào cung, Lã Hậu lập tức sai võ sĩ trói lại, kết tội Hàn Tín đồng mưu với Trần Hy làm phản và mang chém ở nhà treo chuông trong cung Trường Lạc. Sau đó bà giết cả ba họ nhà Hàn Tín. Sau này Lưu Bang đã dẹp xong quân của Trần Hy trở về kinh đô, nghe tin Hàn Tín chết vừa mừng vừa thương.

### Giúp con giữ ngôi Thái tử
Ngoài Lã hậu, Lưu Bang còn nhiều phi tần khác, trong đó có Thích phu nhân xinh đẹp nên rất được sủng ái, sinh được Lưu Như Ý. Lưu Doanh làm Thái tử, có Thúc Tôn Thông (叔孫通) làm Thái phó, Trương Lương làm Thiếu phó giúp. Nhưng Lưu Bang sau thấy Lưu Như Ý thông minh, nói rằng "Như Ý giống ta", lại thêm Thích phu nhân luôn ve vãng lời ra tiếng vào, điều này khiến Cao Tổ muốn bỏ Doanh để lập Như Ý.
Năm thứ 12 (195 TCN), Cao Tổ bình định phản loạn Anh Bố, lúc này ông đã bị thương rất nghiêm trọng, Thích phu nhân theo hầu, càng khiến cho ông có ý định phế Lưu Doanh mà lập Như Ý lên thay. Trương Lương can gián không thành, bèn cáo bệnh không vào triều, còn Thúc Tôn Thông lấy chết can gián, Cao Tổ vờ chịu theo, nhưng ý chí đã quyết.
Lã hậu lo sợ, không biết làm thế nào, có người bẩm tấu Lã hậu nên hỏi Trương Lương, và Lã hậu bèn sai anh trai là Lã Trạch đến nhờ. Ban đầu Trương Lương định từ chối, nhưng Lã Trạch cố nài nên Lương đành nhận lời. Nhờ Trương Lương giúp, Lưu Doanh mời được 4 hiền sĩ Thương Sơn tứ hạo (商山四皓); là Đông Viên công (東園公), Lộc Lý (甪里), Ỷ Lý Quý (綺里季) và Hạ Hoàng công (夏黃公) mà trước đó chính Cao Tổ không sao mời nổi. Một hôm khi dự yến tiệc, Thái tử Lưu Doanh rót rượu đứng chầu. Bốn người theo Thái tử tuổi đều ngoài tám mươi, mày râu bạc phơ, áo mũ rất đẹp. Cao Tổ lấy làm lạ hỏi, bốn người tiến đến thưa, kể họ tên. Cao Tổ hoàng đế kinh ngạc, hỏi ra mới biết là các hiền sĩ mà bấy lâu mình mời không được. Bốn người nói với Cao Tổ:「"Bệ hạ khinh kẻ sĩ, hay mắng người, bọn thần nghĩa khí không chịu nhục, cho nên sợ mà trốn tránh. Nay trộm nghe thái tử là người nhân đức hiếu thảo, cung kính, thương yêu kẻ sĩ, trong thiên hạ không ai không vươn cổ muốn vì Thái tử mà chết, vì vậy chúng tôi đến đây"」. Cao Tổ nói:「"Phiền các ông nhờ giúp đỡ Thái tử cho trót"」
Bốn người chúc thọ xong, đứng dậy đi ra. Cao Tổ cho gọi Thích phu nhân vào, chỉ bốn người kia bảo rằng:「"Ta muốn đổi nó, nhưng bốn người kia đã giúp nó. Lông cánh nó đã thành, khó mà lay chuyển được. Lã hậu là chủ của ngươi rồi đấy!"」. Thích phu nhân thống khổ không thôi, bèn múa hát ca thán. Do đó, Lưu Doanh giữ được ngôi Thái tử không bị truất. Về sau, Cao Tổ phong Lưu Như Ý làm Triệu vương (趙王).

### Bên giường bệnh hỏi di huấn
Cũng vào năm thứ 12 (195 TCN), Hán Cao Tổ Lưu Bang sau khi không phế Thái tử nữa, đã trở bệnh rất nặng. Lã hậu lo lắng, bèn mời danh y thiên hạ vào cung trị liệu, nhưng Cao Tổ biết mình không thể qua khỏi, bèn không cho chữa bệnh, thưởng 50 lạng vàng rồi cho lui.
Lã hậu ở bên giường bệnh, trực tiếp hỏi ông:「"Bệ hạ trăm tuổi rồi và tướng quốc Tiêu Hà cũng mất thì lấy ai thay?"」. Cao Tổ bèn đáp là Tào Tham, Lã hậu lại hỏi tiếp thì Cao Tổ đáp:「"Vương Lăng có thể được, nhưng Vương Lăng hơi gàn. Trần Bình có thể giúp ông ta. Trần Bình thì trí khôn có thừa, nhưng khó mà làm một mình. Chu Bột là người trung hậu, ít văn hoá nhưng người làm họ Lưu được an chính là Chu Bột đấy, có thể cho ông ta là Thái úy"」. Sau đó, Cao Tổ giá băng, Lã hậu đợi 4 ngày vẫn chưa phát tang. Vì Thái tử Lưu Doanh còn nhỏ, Lã hậu sợ các tướng không phục sẽ làm loạn, do đó bàn mưu với Thẩm Tự Cơ định giết chết các công thần. Tướng Lịch Thương ở kinh thành biết mưu đó, khuyên Thẩm Tự Cơ nên can Lã hậu không thực hiện ý định này, vì sẽ kích động các tướng đang cầm quân ở ngoài làm phản. Thẩm Tự Cơ vội đi nói với Lã hậu, bà bèn báo tang Hán Cao Tổ, vì vậy không xảy ra biến cố nào.
Thái tử Lưu Doanh thuận lợi lên nối ngôi, tức là Hán Huệ Đế, Lã hậu được tôn làm Hoàng thái hậu.

## Hoàng thái hậu nhà Hán

### Nhân trư sự kiện
Lã Thái hậu không hãm hại đại đa số các phi tần của Hán Cao Tổ, ngược lại còn hậu đãi và đối xử theo như luật đề ra. Những phi tần nào sinh được con trai đều được phong tước Vương thái hậu (王太后) và cùng con trai trở về đất phong cư ngụ, như trường hợp của Bạc phu nhân, mẹ của Đại vương Lưu Hằng. Chỉ trừ duy nhất trường hợp của Thích phu nhân, vị phi tần đã cậy sủng kiêu ngạo muốn con trai mình Triệu vương Lưu Như Ý thay thế ngôi Thái tử của Lưu Doanh. Lưu Như Ý lúc đó đang ở đất phong nước Triệu, nên Lã Thái hậu đã trừng phạt Thích phu nhân.
Năm Hiếu Huệ nguyên niên (195 TCN), tháng 12, Lã Thái hậu sai bắt giam Thích phu nhân ở Vĩnh Hạng cung. Oán hận Thái hậu, Thích phu nhân ngâm nga câu:「"Con là Vương, mà mẹ già đây phải là nô bộc, suốt ngày giã gạo đến sắp tối, thường thường bầu bạn với cái chết! Mẹ con phân ly ba nghìn dặm, làm sao có thể báo cho con biết tin?"」. Lã Thái hậu tức giận, bèn gọi Triệu vương Như Ý đến Trường An, âm mưu hạ độc Triệu vương. Sứ giả của Lã Thái hậu triệu tập, Tướng quốc nước Triệu là Chu Xương cự tuyệt không nghe lệnh. Lã Thái hậu cả giận, bèn sai người gọi Chu Xương về. Chu Xương về đến Trường An, Thái hậu lại sai người mời Triệu vương lần nữa, đành phải ra đi. Hán Huệ Đế thương em, biết Thái hậu giận, nên thân hành đón Như Ý ở Bá Thượng, rồi luôn luôn kèm lúc Như Ý đi đứng, ăn uống. Lã Thái hậu muốn giết Như Ý nhưng không có dịp. Một hôm, Huệ đế buổi sớm ra đi săn bắn, Như Ý không theo do còn sớm tham ngủ. Thái hậu nghe tin Như Ý ở một mình, bèn sai người mang thuốc độc đến cho Như Ý uống. Như Ý uống xong thì chết.
Năm Hiếu Huệ thứ 2 (194 TCN), mùa đông, Lã Thái hậu bắt đầu trả thù Thích phu nhân. Lã Thái hậu bèn sai chặt chân tay Thích phu nhân, móc mắt, đốt tai, bắt uống thuốc thành câm, cho ở trong nhà tiêu gọi đó là Nhân trư (人彘), nghĩa là con người lợn. Sau mấy hôm, Thái hậu cho gọi Huệ Đế vào để xem "Nhân trư". Hán Huệ Đế thấy, ngạc nhiên bèn hỏi, biết đó là Thích phu nhân, liền khóc rống lên, do quá ám ảnh mà ông mắc bệnh, sai người nói với Thái hậu:「"Việc đó không phải là việc con người làm! Ta là con của thái hậu, không thể nào trị thiên hạ được"!」. Huệ Đế bất lực trước sự độc ác của Thái hậu, không có cách nào ngăn cản được, vì thế ngày đêm uống rượu chơi bời dâm dật, không nghe chính sự, cho nên mắc bệnh. Vì thế, Lã Thái hậu nắm quyền chuyên chánh.

### Chủ trì chính sự
Sau khi Huệ Đế lâm bệnh, triều chính đều do Lã Thái hậu tạm quản. Mùa đông năm Huệ Đế thứ 2 (194 TCN), những người anh em là Nguyên vương nước Sở, Điệu vương nước Tề (Lưu Phì) đến chầu. Hán Huệ Đế cùng ăn tiệc và uống rượu với Tề vương Lưu Phì trước mặt Lã Thái hậu, vì ông cho rằng Lưu Phì là anh nên để ngồi ghế trên theo lễ những người trong nhà. Thái hậu nổi giận, bèn sai rót hai chén thuốc độc đặt trước mặt mình, sai Lưu Phì chúc thọ. Khi Lưu Phì đứng dậy, Huệ Đế cũng đứng dậy nâng chén muốn cùng chúc thọ với Lưu Phì. Thái hậu sợ quá, thân hành đứng dậy hắt chén rượu của Huệ Đế.
Thấy hành động của Thái hậu, Lưu Phì lấy làm lạ, do đó không dám uống, giả vờ say đi ra. Khi hỏi, Lưu Phì biết đó là thuốc độc nên sợ hãi, tự cho rằng không thể ra khỏi Trường An nên rất lo lắng. Quan nội sử của Lưu Phì tên là Sĩ nói:「"Thái hậu chỉ có một mình Hoàng đế và Lỗ Nguyên công chúa. Nay Đại vương có hơn 70 thành, mà Công chúa chỉ có vài thành, nếu Đại vương quả thực đem một quận dâng cho Thái hậu để làm ấp tắm gội của Công chúa, thì Thái hậu thế nào cũng mừng rỡ và Đại vương cũng không lo ngại gì"」. Tề vương Lưu Phì bèn dâng quận Thành Dương, tôn Lỗ Nguyên công chúa làm Vương thái hậu. Lã Thái hậu mừng rỡ bằng lòng, bèn đặt tiệc rượu ở cung riêng của Tề vương, sau khi uống chén rượu vui vẻ, Thái hậu cho Tề vương trở về nước mình.
Năm Huệ Đế thứ 3 (192 TCN), Lã Thái hậu cho người xây dựng lại quy mô thành Trường An. Sang năm (191 TCN), Thái hậu bãi bỏ Hiệp thư luật (挾書律). Đây là một luật lệ từ thời Tần Thủy Hoàng, nằm trong khuôn khổ đốt sách chôn Nho, không cho dân gian tàng trữ kiến thức sách vở. Thái hậu bỏ lệnh này, hạ chiếu cho dân gian tiếp tục tìm kiếm và dâng sách, khôi phục cựu điển đã bị hủy hoại thời Tần Thủy Hoàng.

### Bức thư của Mặc Đốn
Hung Nô ở phương bắc khi đó thế lực rất mạnh và hay khiêu chiến với nhà Hán. Cao Tổ hoàng đế Lưu Bang khi còn sống từng giao chiến với Hung Nô và đã gặp nguy khốn ở Bình Thành. Sang thời Lã thái hậu cầm quyền, Hung Nô tiếp tục quấy rối biên giới.
Năm Hán Huệ Đế thứ 4 (192 TCN), lúc đó Thiền vu của Hung Nô là Mặc Đốn thiền vu chết vợ, nghe tin Lã Thái hậu thay Huệ Đế nhiếp chính, là một góa phụ, bèn viết thư tỏ tình với lời lẽ trăng gió. Sách Hán thư đã ghi lại đoạn thư của Mặc Đốn mà Tư Mã Thiên nhận xét trong Sử ký là "lời lẽ bậy bạ" như sau:
| “                                          | 孤偾之君，生于沮泽之中，长于平野牛马之域，数至边境，愿游中国。陛下独立，孤偾独居。两主不乐，无以自虞(娱)，愿以所有，易其所无。 . Ông vua cô độc buồn rầu, sinh ra ở nơi đầm lầy, lớn lên ở nơi thảo dã bò ngựa, mấy lần đến biên giới muốn chơi Trung Quốc. Bệ hạ thì buồn bã một mình. Hai chúa không vui, không có gì để giải buồn. Xin lấy cái có để đổi lấy cái không. | ” |
| — Bức thư Mặc Đốn Thiền vu gửi Lã Thái hậu | |   |

Lã Thái hậu đọc thư rất tức giận, định điều binh đánh Mặc Đốn. Các tướng can rằng:"Giỏi và vũ dũng như Cao Đế mà còn bị nguy khốn ở Bình Thành". Thế rồi Thái hậu đành nén giận, lấy tông thất nữ quyến phong làm Công chúa gả cho Mặc Đốn, tiếp tục giữ chính sách giảng hòa với Hung Nô để yên bờ cõi.

## Lâm triều xưng chế

### Nữ chủ đầu tiên

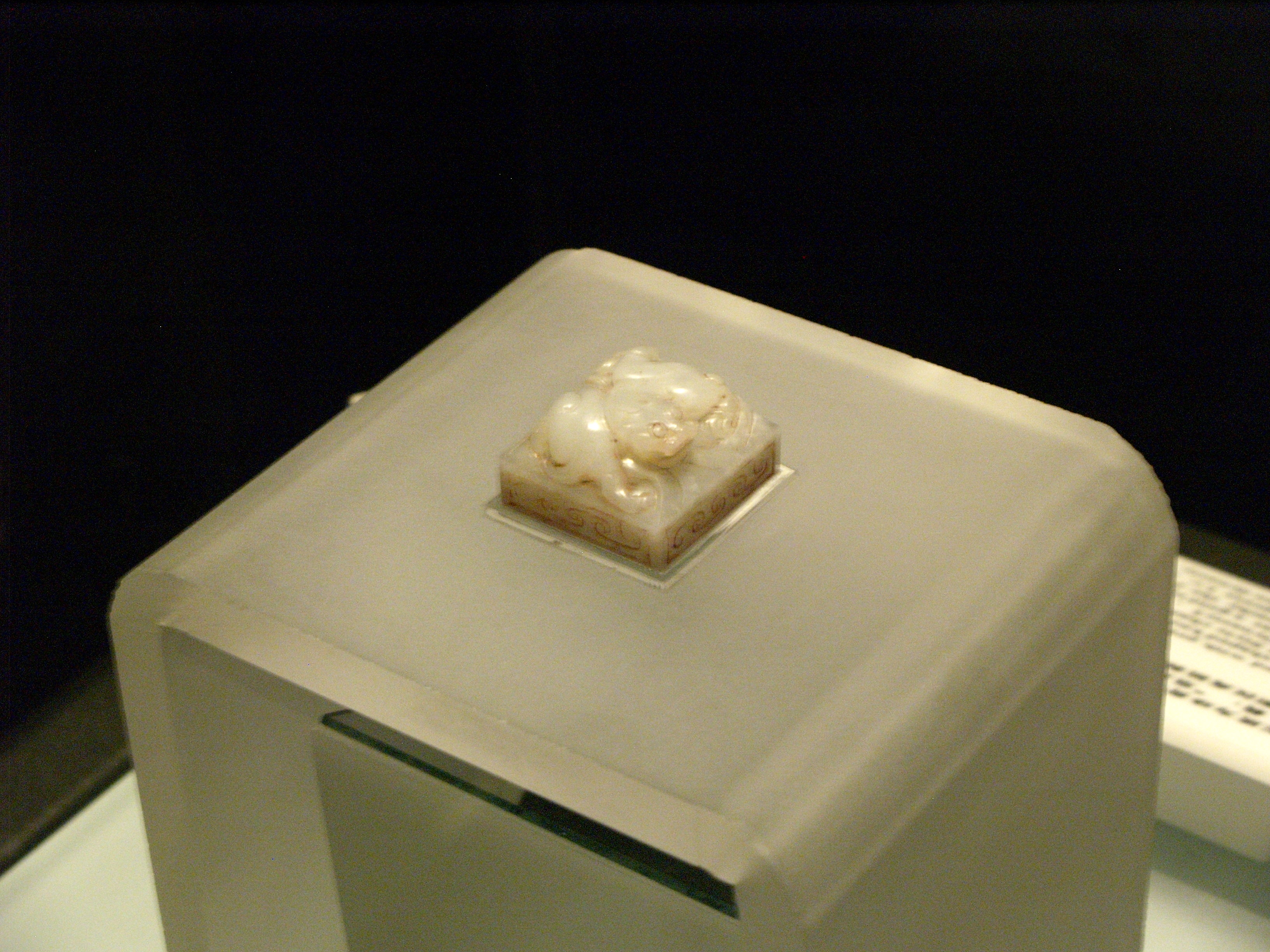
Ấn ngọc của Lã hậu, hiện trưng bày tại Bảo tàng Lịch sử Thiểm Tây.

Do bị mẹ áp chế không thể chống lại được, Huệ Đế buồn rầu sinh bệnh rồi mất sớm năm 188 TCN, khi mới 22 tuổi.
Con trai duy nhất qua đời, Lã Thái hậu tuy có khóc nhưng lại không chảy nước mắt. Người con của Trương Lương là Trương Tích Cương (张辟彊) khi ấy làm Thị trung, mới 15 tuổi, nói với thừa tướng Trần Bình rằng:「"Thái hậu chỉ có một mình hoàng đế. Nay Hoàng đế mất, Thái hậu khóc lại không đau xót, ngài có biết tại sao không?"」. Trần Bình hỏi vì sao, Tích Cương nói:「"Hoàng đế không có con lớn tuổi để kế nghiệp. Thái hậu sợ bọn các ông nổi loạn. Nay ông xin cho Lã Đài, Lã Sản, Lã Lộc làm Tướng, cầm quân giữ các đạo quân trong phía nam và phía bắc, cho những người con họ Lã vào giữ các chức vụ trong cung. Làm như thế thì thái hậu sẽ yên tâm và bọn các ông may mà tránh khỏi tai họa"」.
Thừa tướng Trần Bình bèn làm theo kế của Tích Cương. Lã Thái hậu mừng rỡ, lúc ấy khóc mới thảm thiết. Khi ấy, Trương Hoàng hậu của Hán Huệ Đế không có con. Theo Sử ký, Lã hậu đã giết chết một phi tần vừa mới sinh con cho Huệ Đế là Mỗ thị, sau đó mang đứa trẻ đến chỗ Trương hậu, giả là Hoàng hậu vừa sinh long tử. Khi Hán Huệ Đế mất, đứa trẻ được đưa lên ngôi, sử gọi là Hán Tiền Thiếu Đế. Dù thân là "Hoàng tổ mẫu" của Hoàng đế, nhưng Lã Thái hậu không nhận tôn hiệu Thái hoàng thái hậu mà vẫn giữ là Hoàng thái hậu, bà công khai đăng triều thay Hoàng đế trẻ nắm quyền điều hành triều chính, gọi là [Lâm triều xưng chế; 臨朝稱制].
Bằng việc này, Lã hậu trở thành "Nữ chủ nhân" đầu tiên của một chính quyền hoàng triều trong lịch sử Trung Quốc kể từ khi Tần Thủy Hoàng thống nhất, cũng là Nữ chủ nhân đầu tiên công khai nắm quyền mà không cần kiêng dè Hoàng đế, thực tế đã không khác gì một Nữ hoàng. Trong thời gian xưng Chế, quy cách của Lã hậu đều y hệt Hoàng đế, trong chiếu thư toàn tự xưng [Trẫm; 朕]. Bắt đầu giai đoạn này, Sử ký đều gọi từng năm là "Năm Hán Cao hậu thứ [bao nhiêu]" chứ không theo lệ là "[Thụy hiệu của Hoàng đế] năm thứ [bao nhiêu]", cho thấy rất rõ vị trí ngang hàng Hoàng đế của Lã Thái hậu.

### Phong Vương cho ngoại thích
Để củng cố quyền lực, Lã Thái hậu muốn phong cho con cháu họ Lã tước Vương, một việc cấm kị khi đó vì chỉ có hoàng tộc họ Lưu mới có quyền phong Vương, do đó Lã Thái hậu bèn dò hỏi tướng Vương Lăng. Lăng thẳng thắn nói không được, vì điều đó trái ý của Hán Cao Tổ, đấy là dựa vào câu di huấn:「"Không phải họ Lưu mà phong Vương, thiên hạ cùng vào đánh nó"」. Thái hậu bèn bãi chức Vương Lăng, cho làm Thái phó. Trần Bình và Chu Bột phải lựa ý bà, tỏ ra đồng tình việc phong vương họ Lã, lúc này bà mới bằng lòng, mà họ Trần cùng họ Chu tiếp tục duy trì vị trí trong triều.
Thái hậu khi xưng Chế vừa xong, bèn phong cho các cháu và thân thích, cháu cả Lã Đài được phong làm Lã vương (呂王), đứng đầu các Vương hầu họ Lã. Kế thứ là Lã Lộc làm Triệu vương (趙王), Lã Thông làm Yên vương (燕王). Cha của Lã Thái hậu là Lã Công được truy tôn Lã Tuyên vương (呂宣王), cho con gái Lã Lộc lấy Thành Dương Cảnh vương Lưu Chương, cùng một số con em họ Lã khác. Ngoài ra, bà còn cất nhắc tình nhân Thẩm Tự Cơ từng theo hầu hạ bà trước kia lên làm Tả thừa tướng. Tư Mã Thiên đã kín đáo chép về việc này trong Sử ký rằng:「"Tả thừa tướng không làm việc, thường lo việc ở trong cung"」. Tự Cơ được tin dùng, nhiều quan viên muốn được việc phải nhờ cậy.
Năm Cao hậu thứ 2 (186 TCN), Lã Đài qua đời, con là Lã Gia (呂嘉) thừa tước. Năm thứ 4 (184 TCN), em gái bà là Lã Tu được phong Lâm Quang hầu (臨光侯), là phụ nữ đầu tiên được thụ phong tước vị dành cho nam giới. Cùng năm ấy, một cháu trai khác của Thái hậu là Lã Tha (呂他) được thụ phong Du hầu (俞侯), Lã Canh Thủy (呂更始) làm Chuế Kỳ hầu (贅其侯), Lã Phẫn (呂忿) làm Lã Thành hầu (呂城侯); năm đó thụ phong rất nhiều người trong các nhánh nhỏ gia tộc họ Lã, vị chi hơn 10 người đều thụ phong.

### Tàn sát họ Lưu
Năm thứ 4 (184 TCN), Lã Thái hậu chuyên chế được 4 năm, vị Thiếu Đế Lưu Cung dần trưởng thành và hiểu chuyện.
Thiếu Đế nghe nói mẹ mình bị Lã Thái hậu giết, còn mình không phải là con của Hiếu Huệ Hoàng hậu, bèn nói:「"Hoàng thái hậu làm sao có thể giết mẹ ta mà gọi ta là con? Giờ ta còn bé, nếu ta trưởng thành thì sẽ thay đổi"」. Thái hậu nghe nói rất tức giận, sợ Thiếu đế chống lại mình, bèn giam Thiếu đế ở Vĩnh Hạng cung, nói rằng hoàng đế bị mắc bệnh nặng không thể gặp người ngoài được. Bà loan tin Thiếu đế bị bệnh nặng không làm hoàng đế được, nên lập người khác. Không ai dám ngăn cản, bà bèn sai giết Thiếu đế và lập một người con khác của Huệ đế là Thường Sơn vương Lưu Nghĩa làm Hoàng đế, cải danh gọi Lưu Hồng. Lã Thái hậu vẫn tiếp tục cầm quyền chính trong triều.
Sau khi giết Triệu vương Lưu Như Ý, Lã Thái hậu lập Hoài Dương vương Lưu Hữa lên thay làm Triệu vương. Lã Thái hậu gả một người con gái họ Lã cho Lưu Hữu nhưng không được Lưu Hữu sủng ái, Lã thị bèn tìm cách vu cáo với Lã thái hậu rằng Lưu Hữu bắt bình việc bà ta phong Vương cho họ Lã. Năm Cao hậu thứ 7 (181 TCN), Lã Thái hậu triệu Lưu Hữu vào chầu rồi bắt giam ông lại, bỏ đói cho đến chết. Sau khi Lưu Hữu qua đời, Thái hậu cho an táng ông theo lễ của dân thường rồi lập anh ông là Lương vương Lưu Khôi làm Triệu vương. Sau khi phong Lưu Khôi đến đất Triệu, Lã Thái hậu ép ông lấy con gái của Lã Sản em mình, và giết sủng phi của ông. Tháng 6 năm đó, Lưu Khôi vì thương tiếc người sủng phi bèn tự tử chết theo. Ông làm Triệu vương chưa đấy một năm. Lã Thái hậu lấy cớ Lưu Khôi tự sát, phế con ông, lập Lã Lộc làm Triệu vương.

## Qua đời
Năm Cao hậu thứ 8 (180 TCN), tháng 7, Lã Thái hậu mắc bệnh nặng. Biết mình không qua khỏi, bà phong cháu Lã Lộc làm Thượng tướng quân thống lĩnh Bắc quân, cho Lã vương Sản làm Tướng quốc thống lĩnh Nam quân, khống chế lực lượng hộ vệ trong hoàng cung. Bà nói với con em họ Lã: 「"Sau khi bình định thiên hạ, Cao Tổ có giao ước với các quan đại thần: 'Ai không phải họ Lưu mà làm Vương thì thiên hạ cùng đánh nó'. Nay họ Lã làm Vương thì các quan đại thần không chịu. Nếu ta chết đi, Hoàng đế còn ít tuổi, sợ các đại thần gây biến loạn. Hai ngươi phải cầm quân giữ lấy cung, chớ có đi theo đám tang, đừng để cho người nào áp chế mình"」.

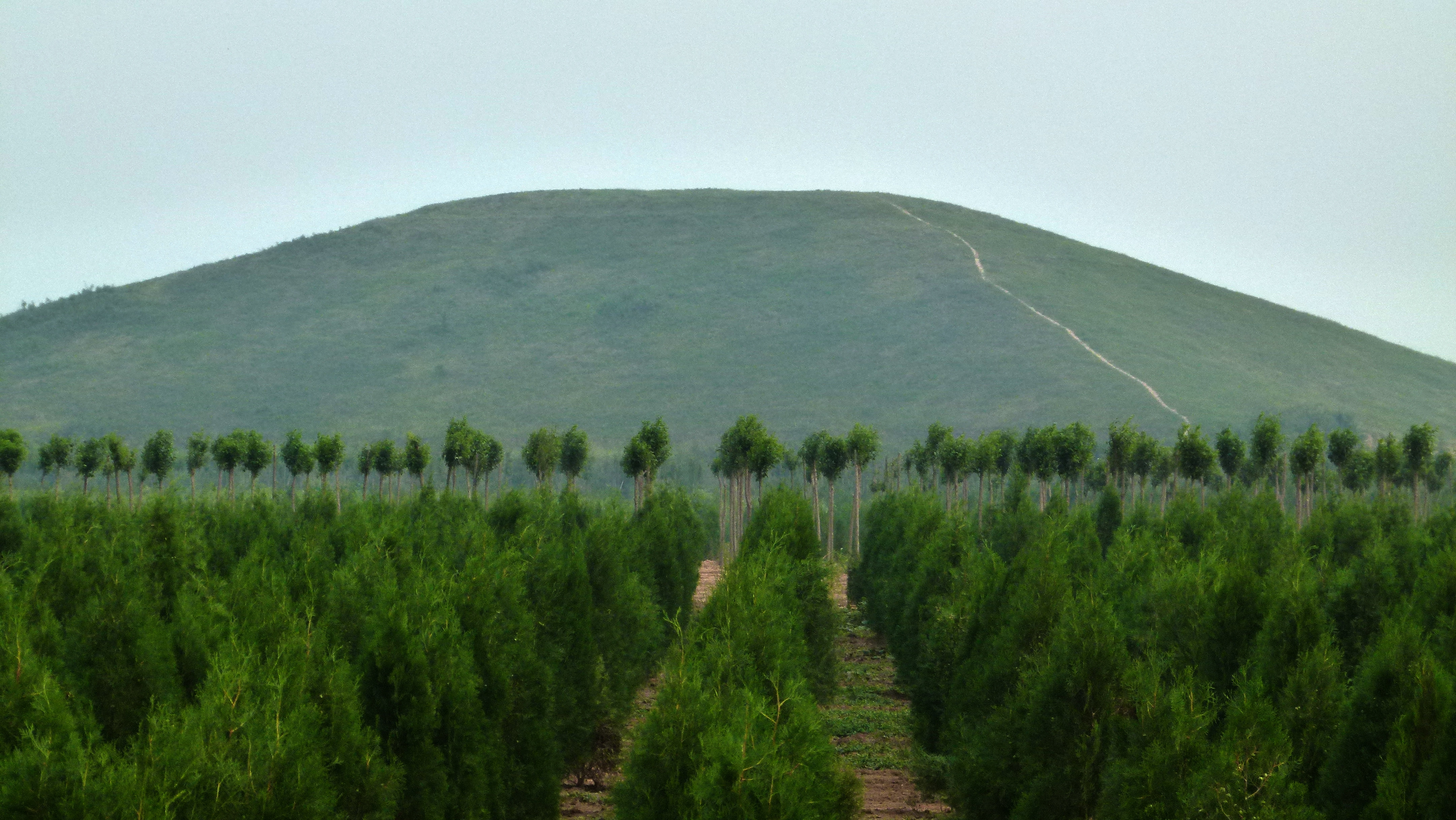
Trường lăng, nơi an táng Lã hậu, địa phận tại Hàm Dương, Thiểm Tây ngày nay.

Ngày mồng 1 tháng 8 (tức ngày 18 tháng 8 dương lịch) năm đó, Lã Thái hậu băng hà, chung niên thọ 62 tuổi. Thụy hiệu của bà án theo thụy của Cao Tổ, là Cao Hoàng hậu (高皇后), nên sử gia thường gọi là [Cao hậu] hay [Hán Cao hậu]. Bà được hợp táng tại Trường lăng (長陵) cùng Hán Cao Tổ.
Sau khi Lã Thái hậu qua đời, triều đình nhà Hán bắt đầu đại loạn, gọi là Loạn chư Lã. Trong từng bước gầy dựng thế lực của họ Lã, Lã Thái hậu đã đụng chạm không ít các hoàng thân của nhà họ Lưu, khiến họ Lưu và họ Lã xích mích nhau, nên trước khi qua đời Lã Thái hậu đã cố gắng dàn xếp bằng cách ban hoàng kim ngàn cân cho các chư hầu toàn quốc, lại cho Lã Lộc và Lã Sản tước vị Tướng quốc, cho con gái Lã Lộc làm Hoàng hậu, cốt là để làm chỗ dựa cho họ Lã. Tuy nhiên, hai người cháu của Lã Thái hậu, cũng là đứng đầu khi ấy của dòng họ là Lã Lộc và Lã Sản không phải là đối thủ của các đại thần khai quốc nhà Hán như Trần Bình, Chu Bột. Bên ngoài có Tề vương Lưu Tương khởi binh, bên trong có hai người Trần, Chu đã làm binh biến, đã tiến hành thành công giết hết các tướng họ Lã mà Lã Thái hậu dựng lên để lấy lại thiên hạ cho họ Lưu.
Vì không muốn hình ảnh Lã Thái hậu tiếp tục tồn tại, các giai cấp thống trị họ Lưu đồng lòng cho rằng Hậu Hán Thiếu Đế, cùng hai con thứ xuất của Hán Huệ Đế Lưu Doanh đều là giả mạo, bèn tiến hành phế bỏ và giết hại. Sau khi tiến hành tàn sát Hoàng đế do Lã Thái hậu lập nên, các thế lực họ Lưu kiên quyết chọn một người không có nhà mẹ mạnh để lên ngôi, sau khi cân nhắc cháu đích tôn của Cao Tổ là Tề vương Lưu Tương không được vì nhà mẹ quá ác độc, thì họ bàn ra rằng: "Nhà họ Bạc, mẹ Đại vương Hằng, con thứ tư của Cao Tổ, là người hiền đức, nên lập lên ngôi". Do đó, Đại vương Lưu Hằng được lập làm người kế vị, tức là Hán Văn Đế.
Gần cuối đời nhà Tân của Vương Mãng (9 SCN – 23 SCN), thi hài của Lã hậu bị phiến quân khởi nghĩa Xích Mi mạo phạm khi cướp phá Trường lăng. Thời Hán Quang Vũ Đế Lưu Tú - người đã lật đổ Vương Mãng, khôi phục nhà Hán, Bạc phu nhân được tôn làm ["Cao Hoàng hậu"] thay thế và được hợp táng cùng Hán Cao Tổ. Còn Lã hậu thì bị truy phế, phần mộ bị dời ra khỏi Trường lăng.

## Gia quyến
|                                                         |                                                         |                                                         |                                                         |                                                         |                                                         |  |  |                                  |                                  |                                  |                                  |                                  |                                  |  |  |                                             |                                             |                                             |                                             |                                               |                                               |                                               |                                               |                                                  |                                                  |                                                  |                                                  |                                                  |                                                  |                |                |                                                |                                                |                                                |                                                |                                                |                                                | Thừa tự |  |                                                |                                                |                                                |                                                |                                                |                                                |               |  |                                               |                                               |                                               |                                               |                                               |                                               |                                            |                                            |                                                   |                                                   |                                                   |                                                   |                                                   |                                                   |  |  |                                           |                                           |                                           |                                           |                                           |                                           |  |  |  |  |  |  |  |  |  |  |  |  |  |  |  |  |  |  |  |  |  |  |  |  |  |  |  |  |  |  |  |  |  |  |  |  |  |  |  |  |  |  |  |  |  |  |  |  |  |  |  |  |
|                                                         |                                                         |                                                         |                                                         |                                                         |                                                         |  |  |                                  |                                  |                                  |                                  |                                  |                                  |  |  |                                             |                                             |                                             |                                             |                                               |                                               |                                               |                                               |                                                  |                                                  |                                                  |                                                  |                                                  |                                                  |                |                |                                                |                                                |                                                |                                                |                                                |                                                |         |  |                                                |                                                |                                                |                                                |                                                |                                                | Khuyết thế hệ |  |                                               |                                               |                                               |                                               |                                               |                                               |                                            |                                            |                                                   |                                                   |                                                   |                                                   |                                                   |                                                   |  |  |                                           |                                           |                                           |                                           |                                           |                                           |  |  |  |  |  |  |  |  |  |  |  |  |  |  |  |  |  |  |  |  |  |  |  |  |  |  |  |  |  |  |  |  |  |  |  |  |  |  |  |  |  |  |  |  |  |  |  |  |  |  |  |  |
|                                                         |                                                         |                                                         |                                                         |                                                         |                                                         |  |  |                                  |                                  |                                  |                                  |                                  |                                  |  |  |                                             |                                             |                                             |                                             | Hán Cao Tổ Lưu Bang 256 TCN-202 TCN - 195 TCN | Hán Cao Tổ Lưu Bang 256 TCN-202 TCN - 195 TCN | Hán Cao Tổ Lưu Bang 256 TCN-202 TCN - 195 TCN | Hán Cao Tổ Lưu Bang 256 TCN-202 TCN - 195 TCN | Hán Cao Tổ Lưu Bang 256 TCN-202 TCN - 195 TCN    | Hán Cao Tổ Lưu Bang 256 TCN-202 TCN - 195 TCN    |                                                  |                                                  | Cao hậu Lã Trĩ                                   | Cao hậu Lã Trĩ                                   | Cao hậu Lã Trĩ | Cao hậu Lã Trĩ | Cao hậu Lã Trĩ                                 | Cao hậu Lã Trĩ                                 |                                                |                                                |                                                |                                                |         |  |                                                |                                                |                                                |                                                |                                                |                                                |               |  |                                               |                                               |                                               |                                               |                                               |                                               |                                            |                                            |                                                   |                                                   |                                                   |                                                   |                                                   |                                                   |  |  |                                           |                                           |                                           |                                           |                                           |                                           |  |  |  |  |  |  |  |  |  |  |  |  |  |  |  |  |  |  |  |  |  |  |  |  |  |  |  |  |  |  |  |  |  |  |  |  |  |  |  |  |  |  |  |  |  |  |  |  |  |  |  |  |
|                                                         |                                                         |                                                         |                                                         |                                                         |                                                         |  |  |                                  |                                  |                                  |                                  |                                  |                                  |  |  |                                             |                                             |                                             |                                             | Hán Cao Tổ Lưu Bang 256 TCN-202 TCN - 195 TCN | Hán Cao Tổ Lưu Bang 256 TCN-202 TCN - 195 TCN | Hán Cao Tổ Lưu Bang 256 TCN-202 TCN - 195 TCN | Hán Cao Tổ Lưu Bang 256 TCN-202 TCN - 195 TCN | Hán Cao Tổ Lưu Bang 256 TCN-202 TCN - 195 TCN    | Hán Cao Tổ Lưu Bang 256 TCN-202 TCN - 195 TCN    |                                                  |                                                  | Cao hậu Lã Trĩ                                   | Cao hậu Lã Trĩ                                   | Cao hậu Lã Trĩ | Cao hậu Lã Trĩ | Cao hậu Lã Trĩ                                 | Cao hậu Lã Trĩ                                 |                                                |                                                |                                                |                                                |         |  |                                                |                                                |                                                |                                                |                                                |                                                |               |  |                                               |                                               |                                               |                                               |                                               |                                               |                                            |                                            |                                                   |                                                   |                                                   |                                                   |                                                   |                                                   |  |  |                                           |                                           |                                           |                                           |                                           |                                           |  |  |  |  |  |  |  |  |  |  |  |  |  |  |  |  |  |  |  |  |  |  |  |  |  |  |  |  |  |  |  |  |  |  |  |  |  |  |  |  |  |  |  |  |  |  |  |  |  |  |  |  |
|                                                         |                                                         |                                                         |                                                         |                                                         |                                                         |  |  |                                  |                                  |                                  |                                  |                                  |                                  |  |  |                                             |                                             |                                             |                                             |                                               |                                               |                                               |                                               |                                                  |                                                  |                                                  |                                                  |                                                  |                                                  |                |                |                                                |                                                |                                                |                                                |                                                |                                                |         |  |                                                |                                                |                                                |                                                |                                                |                                                |               |  |                                               |                                               |                                               |                                               |                                               |                                               |                                            |                                            |                                                   |                                                   |                                                   |                                                   |                                                   |                                                   |  |  |                                           |                                           |                                           |                                           |                                           |                                           |  |  |  |  |  |  |  |  |  |  |  |  |  |  |  |  |  |  |  |  |  |  |  |  |  |  |  |  |  |  |  |  |  |  |  |  |  |  |  |  |  |  |  |  |  |  |  |  |  |  |  |  |
|                                                         |                                                         |                                                         |                                                         |                                                         |                                                         |  |  |                                  |                                  |                                  |                                  |                                  |                                  |  |  |                                             |                                             |                                             |                                             |                                               |                                               |                                               |                                               |                                                  |                                                  |                                                  |                                                  |                                                  |                                                  |                |                |                                                |                                                |                                                |                                                |                                                |                                                |         |  |                                                |                                                |                                                |                                                |                                                |                                                |               |  |                                               |                                               |                                               |                                               |                                               |                                               |                                            |                                            |                                                   |                                                   |                                                   |                                                   |                                                   |                                                   |  |  |                                           |                                           |                                           |                                           |                                           |                                           |  |  |  |  |  |  |  |  |  |  |  |  |  |  |  |  |  |  |  |  |  |  |  |  |  |  |  |  |  |  |  |  |  |  |  |  |  |  |  |  |  |  |  |  |  |  |  |  |  |  |  |  |
|                                                         |                                                         |                                                         |                                                         |                                                         |                                                         |  |  |                                  |                                  |                                  |                                  |                                  |                                  |  |  |                                             |                                             |                                             |                                             |                                               |                                               |                                               |                                               |                                                  |                                                  |                                                  |                                                  |                                                  |                                                  |                |                |                                                |                                                |                                                |                                                |                                                |                                                |         |  |                                                |                                                |                                                |                                                |                                                |                                                |               |  |                                               |                                               |                                               |                                               |                                               |                                               |                                            |                                            |                                                   |                                                   |                                                   |                                                   |                                                   |                                                   |  |  |                                           |                                           |                                           |                                           |                                           |                                           |  |  |  |  |  |  |  |  |  |  |  |  |  |  |  |  |  |  |  |  |  |  |  |  |  |  |  |  |  |  |  |  |  |  |  |  |  |  |  |  |  |  |  |  |  |  |  |  |  |  |  |  |
| Tề Điệu Huệ vương Lưu Phì 221 TCN - 189                 | Tề Điệu Huệ vương Lưu Phì 221 TCN - 189                 | Tề Điệu Huệ vương Lưu Phì 221 TCN - 189                 | Tề Điệu Huệ vương Lưu Phì 221 TCN - 189                 | Tề Điệu Huệ vương Lưu Phì 221 TCN - 189                 | Tề Điệu Huệ vương Lưu Phì 221 TCN - 189                 |  |  |                                  |                                  |                                  |                                  |                                  |                                  |  |  |                                             |                                             |                                             |                                             |                                               |                                               |                                               |                                               | Hán Huệ Đế Lưu Doanh 210 TCN-195 TCN - 188 TCN   | Hán Huệ Đế Lưu Doanh 210 TCN-195 TCN - 188 TCN   | Hán Huệ Đế Lưu Doanh 210 TCN-195 TCN - 188 TCN   | Hán Huệ Đế Lưu Doanh 210 TCN-195 TCN - 188 TCN   | Hán Huệ Đế Lưu Doanh 210 TCN-195 TCN - 188 TCN   | Hán Huệ Đế Lưu Doanh 210 TCN-195 TCN - 188 TCN   |                |                |                                                |                                                |                                                |                                                |                                                |                                                |         |  |                                                |                                                |                                                |                                                |                                                |                                                |               |  | Hán Văn Đế Lưu Hằng 202 TCN-180 TCN - 157 TCN | Hán Văn Đế Lưu Hằng 202 TCN-180 TCN - 157 TCN | Hán Văn Đế Lưu Hằng 202 TCN-180 TCN - 157 TCN | Hán Văn Đế Lưu Hằng 202 TCN-180 TCN - 157 TCN | Hán Văn Đế Lưu Hằng 202 TCN-180 TCN - 157 TCN | Hán Văn Đế Lưu Hằng 202 TCN-180 TCN - 157 TCN |                                            |                                            |                                                   |                                                   |                                                   |                                                   |                                                   |                                                   |  |  |                                           |                                           |                                           |                                           |                                           |                                           |  |  |  |  |  |  |  |  |  |  |  |  |  |  |  |  |  |  |  |  |  |  |  |  |  |  |  |  |  |  |  |  |  |  |  |  |  |  |  |  |  |  |  |  |  |  |  |  |  |  |  |  |
| Tề Điệu Huệ vương Lưu Phì 221 TCN - 189                 | Tề Điệu Huệ vương Lưu Phì 221 TCN - 189                 | Tề Điệu Huệ vương Lưu Phì 221 TCN - 189                 | Tề Điệu Huệ vương Lưu Phì 221 TCN - 189                 | Tề Điệu Huệ vương Lưu Phì 221 TCN - 189                 | Tề Điệu Huệ vương Lưu Phì 221 TCN - 189                 |  |  |                                  |                                  |                                  |                                  |                                  |                                  |  |  |                                             |                                             |                                             |                                             |                                               |                                               |                                               |                                               | Hán Huệ Đế Lưu Doanh 210 TCN-195 TCN - 188 TCN   | Hán Huệ Đế Lưu Doanh 210 TCN-195 TCN - 188 TCN   | Hán Huệ Đế Lưu Doanh 210 TCN-195 TCN - 188 TCN   | Hán Huệ Đế Lưu Doanh 210 TCN-195 TCN - 188 TCN   | Hán Huệ Đế Lưu Doanh 210 TCN-195 TCN - 188 TCN   | Hán Huệ Đế Lưu Doanh 210 TCN-195 TCN - 188 TCN   |                |                |                                                |                                                |                                                |                                                |                                                |                                                |         |  |                                                |                                                |                                                |                                                |                                                |                                                |               |  | Hán Văn Đế Lưu Hằng 202 TCN-180 TCN - 157 TCN | Hán Văn Đế Lưu Hằng 202 TCN-180 TCN - 157 TCN | Hán Văn Đế Lưu Hằng 202 TCN-180 TCN - 157 TCN | Hán Văn Đế Lưu Hằng 202 TCN-180 TCN - 157 TCN | Hán Văn Đế Lưu Hằng 202 TCN-180 TCN - 157 TCN | Hán Văn Đế Lưu Hằng 202 TCN-180 TCN - 157 TCN |                                            |                                            |                                                   |                                                   |                                                   |                                                   |                                                   |                                                   |  |  |                                           |                                           |                                           |                                           |                                           |                                           |  |  |  |  |  |  |  |  |  |  |  |  |  |  |  |  |  |  |  |  |  |  |  |  |  |  |  |  |  |  |  |  |  |  |  |  |  |  |  |  |  |  |  |  |  |  |  |  |  |  |  |  |
|                                                         |                                                         |                                                         |                                                         |                                                         |                                                         |  |  |                                  |                                  |                                  |                                  |                                  |                                  |  |  |                                             |                                             |                                             |                                             |                                               |                                               |                                               |                                               |                                                  |                                                  |                                                  |                                                  |                                                  |                                                  |                |                |                                                |                                                |                                                |                                                |                                                |                                                |         |  |                                                |                                                |                                                |                                                |                                                |                                                |               |  |                                               |                                               |                                               |                                               |                                               |                                               |                                            |                                            |                                                   |                                                   |                                                   |                                                   |                                                   |                                                   |  |  |                                           |                                           |                                           |                                           |                                           |                                           |  |  |  |  |  |  |  |  |  |  |  |  |  |  |  |  |  |  |  |  |  |  |  |  |  |  |  |  |  |  |  |  |  |  |  |  |  |  |  |  |  |  |  |  |  |  |  |  |  |  |  |  |
| Thành Dương Cảnh vương Lưu Chương 200 TCN TCN - 177 TCN | Thành Dương Cảnh vương Lưu Chương 200 TCN TCN - 177 TCN | Thành Dương Cảnh vương Lưu Chương 200 TCN TCN - 177 TCN | Thành Dương Cảnh vương Lưu Chương 200 TCN TCN - 177 TCN | Thành Dương Cảnh vương Lưu Chương 200 TCN TCN - 177 TCN | Thành Dương Cảnh vương Lưu Chương 200 TCN TCN - 177 TCN |  |  |                                  |                                  |                                  |                                  |                                  |                                  |  |  | Tiền Thiếu Đế Lưu Cung ？-188 TCN - 184 TCN | Tiền Thiếu Đế Lưu Cung ？-188 TCN - 184 TCN | Tiền Thiếu Đế Lưu Cung ？-188 TCN - 184 TCN | Tiền Thiếu Đế Lưu Cung ？-188 TCN - 184 TCN | Tiền Thiếu Đế Lưu Cung ？-188 TCN - 184 TCN   | Tiền Thiếu Đế Lưu Cung ？-188 TCN - 184 TCN   |                                               |                                               | Hậu Thiếu Đế Lưu Hoằng 192 TCN-184 TCN - 180 TCN | Hậu Thiếu Đế Lưu Hoằng 192 TCN-184 TCN - 180 TCN | Hậu Thiếu Đế Lưu Hoằng 192 TCN-184 TCN - 180 TCN | Hậu Thiếu Đế Lưu Hoằng 192 TCN-184 TCN - 180 TCN | Hậu Thiếu Đế Lưu Hoằng 192 TCN-184 TCN - 180 TCN | Hậu Thiếu Đế Lưu Hoằng 192 TCN-184 TCN - 180 TCN |                |                |                                                |                                                |                                                |                                                |                                                |                                                |         |  | Hán Cảnh Đế Lưu Khải 188 TCN-157 TCN - 141 TCN | Hán Cảnh Đế Lưu Khải 188 TCN-157 TCN - 141 TCN | Hán Cảnh Đế Lưu Khải 188 TCN-157 TCN - 141 TCN | Hán Cảnh Đế Lưu Khải 188 TCN-157 TCN - 141 TCN | Hán Cảnh Đế Lưu Khải 188 TCN-157 TCN - 141 TCN | Hán Cảnh Đế Lưu Khải 188 TCN-157 TCN - 141 TCN |               |  |                                               |                                               |                                               |                                               |                                               |                                               |                                            |                                            |                                                   |                                                   |                                                   |                                                   |                                                   |                                                   |  |  | Lương Hiếu vương Lưu Vũ ？- 144 TCN       | Lương Hiếu vương Lưu Vũ ？- 144 TCN       | Lương Hiếu vương Lưu Vũ ？- 144 TCN       | Lương Hiếu vương Lưu Vũ ？- 144 TCN       | Lương Hiếu vương Lưu Vũ ？- 144 TCN       | Lương Hiếu vương Lưu Vũ ？- 144 TCN       |  |  |  |  |  |  |  |  |  |  |  |  |  |  |  |  |  |  |  |  |  |  |  |  |  |  |  |  |  |  |  |  |  |  |  |  |  |  |  |  |  |  |  |  |  |  |  |  |  |  |  |  |
| Thành Dương Cảnh vương Lưu Chương 200 TCN TCN - 177 TCN | Thành Dương Cảnh vương Lưu Chương 200 TCN TCN - 177 TCN | Thành Dương Cảnh vương Lưu Chương 200 TCN TCN - 177 TCN | Thành Dương Cảnh vương Lưu Chương 200 TCN TCN - 177 TCN | Thành Dương Cảnh vương Lưu Chương 200 TCN TCN - 177 TCN | Thành Dương Cảnh vương Lưu Chương 200 TCN TCN - 177 TCN |  |  |                                  |                                  |                                  |                                  |                                  |                                  |  |  | Tiền Thiếu Đế Lưu Cung ？-188 TCN - 184 TCN | Tiền Thiếu Đế Lưu Cung ？-188 TCN - 184 TCN | Tiền Thiếu Đế Lưu Cung ？-188 TCN - 184 TCN | Tiền Thiếu Đế Lưu Cung ？-188 TCN - 184 TCN | Tiền Thiếu Đế Lưu Cung ？-188 TCN - 184 TCN   | Tiền Thiếu Đế Lưu Cung ？-188 TCN - 184 TCN   |                                               |                                               | Hậu Thiếu Đế Lưu Hoằng 192 TCN-184 TCN - 180 TCN | Hậu Thiếu Đế Lưu Hoằng 192 TCN-184 TCN - 180 TCN | Hậu Thiếu Đế Lưu Hoằng 192 TCN-184 TCN - 180 TCN | Hậu Thiếu Đế Lưu Hoằng 192 TCN-184 TCN - 180 TCN | Hậu Thiếu Đế Lưu Hoằng 192 TCN-184 TCN - 180 TCN | Hậu Thiếu Đế Lưu Hoằng 192 TCN-184 TCN - 180 TCN |                |                |                                                |                                                |                                                |                                                |                                                |                                                |         |  | Hán Cảnh Đế Lưu Khải 188 TCN-157 TCN - 141 TCN | Hán Cảnh Đế Lưu Khải 188 TCN-157 TCN - 141 TCN | Hán Cảnh Đế Lưu Khải 188 TCN-157 TCN - 141 TCN | Hán Cảnh Đế Lưu Khải 188 TCN-157 TCN - 141 TCN | Hán Cảnh Đế Lưu Khải 188 TCN-157 TCN - 141 TCN | Hán Cảnh Đế Lưu Khải 188 TCN-157 TCN - 141 TCN |               |  |                                               |                                               |                                               |                                               |                                               |                                               |                                            |                                            |                                                   |                                                   |                                                   |                                                   |                                                   |                                                   |  |  | Lương Hiếu vương Lưu Vũ ？- 144 TCN       | Lương Hiếu vương Lưu Vũ ？- 144 TCN       | Lương Hiếu vương Lưu Vũ ？- 144 TCN       | Lương Hiếu vương Lưu Vũ ？- 144 TCN       | Lương Hiếu vương Lưu Vũ ？- 144 TCN       | Lương Hiếu vương Lưu Vũ ？- 144 TCN       |  |  |  |  |  |  |  |  |  |  |  |  |  |  |  |  |  |  |  |  |  |  |  |  |  |  |  |  |  |  |  |  |  |  |  |  |  |  |  |  |  |  |  |  |  |  |  |  |  |  |  |  |
|                                                         |                                                         |                                                         |                                                         |                                                         |                                                         |  |  |                                  |                                  |                                  |                                  |                                  |                                  |  |  |                                             |                                             |                                             |                                             |                                               |                                               |                                               |                                               |                                                  |                                                  |                                                  |                                                  |                                                  |                                                  |                |                |                                                |                                                |                                                |                                                |                                                |                                                |         |  |                                                |                                                |                                                |                                                |                                                |                                                |               |  |                                               |                                               |                                               |                                               |                                               |                                               |                                            |                                            |                                                   |                                                   |                                                   |                                                   |                                                   |                                                   |  |  |                                           |                                           |                                           |                                           |                                           |                                           |  |  |  |  |  |  |  |  |  |  |  |  |  |  |  |  |  |  |  |  |  |  |  |  |  |  |  |  |  |  |  |  |  |  |  |  |  |  |  |  |  |  |  |  |  |  |  |  |  |  |  |  |
| Thành Dương Cung vương Lưu Hỉ ？- 144 TCN               | Thành Dương Cung vương Lưu Hỉ ？- 144 TCN               | Thành Dương Cung vương Lưu Hỉ ？- 144 TCN               | Thành Dương Cung vương Lưu Hỉ ？- 144 TCN               | Thành Dương Cung vương Lưu Hỉ ？- 144 TCN               | Thành Dương Cung vương Lưu Hỉ ？- 144 TCN               |  |  |                                  |                                  |                                  |                                  |                                  |                                  |  |  | Trường Sa Định vương Lưu Phát ？- 127 TCN   | Trường Sa Định vương Lưu Phát ？- 127 TCN   | Trường Sa Định vương Lưu Phát ？- 127 TCN   | Trường Sa Định vương Lưu Phát ？- 127 TCN   | Trường Sa Định vương Lưu Phát ？- 127 TCN     | Trường Sa Định vương Lưu Phát ？- 127 TCN     |                                               |                                               |                                                  |                                                  |                                                  |                                                  |                                                  |                                                  |                |                |                                                |                                                |                                                |                                                |                                                |                                                |         |  | Hán Vũ Đế Lưu Triệt 141 TCN-157 TCN - 87 TCN   | Hán Vũ Đế Lưu Triệt 141 TCN-157 TCN - 87 TCN   | Hán Vũ Đế Lưu Triệt 141 TCN-157 TCN - 87 TCN   | Hán Vũ Đế Lưu Triệt 141 TCN-157 TCN - 87 TCN   | Hán Vũ Đế Lưu Triệt 141 TCN-157 TCN - 87 TCN   | Hán Vũ Đế Lưu Triệt 141 TCN-157 TCN - 87 TCN   |               |  |                                               |                                               |                                               |                                               | Trung Sơn Tĩnh vương Lưu Thắng ？- 113 TCN    | Trung Sơn Tĩnh vương Lưu Thắng ？- 113 TCN    | Trung Sơn Tĩnh vương Lưu Thắng ？- 113 TCN | Trung Sơn Tĩnh vương Lưu Thắng ？- 113 TCN | Trung Sơn Tĩnh vương Lưu Thắng ？- 113 TCN        | Trung Sơn Tĩnh vương Lưu Thắng ？- 113 TCN        |                                                   |                                                   |                                                   |                                                   |  |  | Lương Cung vương Lưu Mãi ？-136 TCN       | Lương Cung vương Lưu Mãi ？-136 TCN       | Lương Cung vương Lưu Mãi ？-136 TCN       | Lương Cung vương Lưu Mãi ？-136 TCN       | Lương Cung vương Lưu Mãi ？-136 TCN       | Lương Cung vương Lưu Mãi ？-136 TCN       |  |  |  |  |  |  |  |  |  |  |  |  |  |  |  |  |  |  |  |  |  |  |  |  |  |  |  |  |  |  |  |  |  |  |  |  |  |  |  |  |  |  |  |  |  |  |  |  |  |  |  |  |
| Thành Dương Cung vương Lưu Hỉ ？- 144 TCN               | Thành Dương Cung vương Lưu Hỉ ？- 144 TCN               | Thành Dương Cung vương Lưu Hỉ ？- 144 TCN               | Thành Dương Cung vương Lưu Hỉ ？- 144 TCN               | Thành Dương Cung vương Lưu Hỉ ？- 144 TCN               | Thành Dương Cung vương Lưu Hỉ ？- 144 TCN               |  |  |                                  |                                  |                                  |                                  |                                  |                                  |  |  | Trường Sa Định vương Lưu Phát ？- 127 TCN   | Trường Sa Định vương Lưu Phát ？- 127 TCN   | Trường Sa Định vương Lưu Phát ？- 127 TCN   | Trường Sa Định vương Lưu Phát ？- 127 TCN   | Trường Sa Định vương Lưu Phát ？- 127 TCN     | Trường Sa Định vương Lưu Phát ？- 127 TCN     |                                               |                                               |                                                  |                                                  |                                                  |                                                  |                                                  |                                                  |                |                |                                                |                                                |                                                |                                                |                                                |                                                |         |  | Hán Vũ Đế Lưu Triệt 141 TCN-157 TCN - 87 TCN   | Hán Vũ Đế Lưu Triệt 141 TCN-157 TCN - 87 TCN   | Hán Vũ Đế Lưu Triệt 141 TCN-157 TCN - 87 TCN   | Hán Vũ Đế Lưu Triệt 141 TCN-157 TCN - 87 TCN   | Hán Vũ Đế Lưu Triệt 141 TCN-157 TCN - 87 TCN   | Hán Vũ Đế Lưu Triệt 141 TCN-157 TCN - 87 TCN   |               |  |                                               |                                               |                                               |                                               | Trung Sơn Tĩnh vương Lưu Thắng ？- 113 TCN    | Trung Sơn Tĩnh vương Lưu Thắng ？- 113 TCN    | Trung Sơn Tĩnh vương Lưu Thắng ？- 113 TCN | Trung Sơn Tĩnh vương Lưu Thắng ？- 113 TCN | Trung Sơn Tĩnh vương Lưu Thắng ？- 113 TCN        | Trung Sơn Tĩnh vương Lưu Thắng ？- 113 TCN        |                                                   |                                                   |                                                   |                                                   |  |  | Lương Cung vương Lưu Mãi ？-136 TCN       | Lương Cung vương Lưu Mãi ？-136 TCN       | Lương Cung vương Lưu Mãi ？-136 TCN       | Lương Cung vương Lưu Mãi ？-136 TCN       | Lương Cung vương Lưu Mãi ？-136 TCN       | Lương Cung vương Lưu Mãi ？-136 TCN       |  |  |  |  |  |  |  |  |  |  |  |  |  |  |  |  |  |  |  |  |  |  |  |  |  |  |  |  |  |  |  |  |  |  |  |  |  |  |  |  |  |  |  |  |  |  |  |  |  |  |  |  |
|                                                         |                                                         |                                                         |                                                         |                                                         |                                                         |  |  |                                  |                                  |                                  |                                  |                                  |                                  |  |  |                                             |                                             |                                             |                                             |                                               |                                               |                                               |                                               |                                                  |                                                  |                                                  |                                                  |                                                  |                                                  |                |                |                                                |                                                |                                                |                                                |                                                |                                                |         |  |                                                |                                                |                                                |                                                |                                                |                                                |               |  |                                               |                                               |                                               |                                               |                                               |                                               |                                            |                                            |                                                   |                                                   |                                                   |                                                   |                                                   |                                                   |  |  |                                           |                                           |                                           |                                           |                                           |                                           |  |  |  |  |  |  |  |  |  |  |  |  |  |  |  |  |  |  |  |  |  |  |  |  |  |  |  |  |  |  |  |  |  |  |  |  |  |  |  |  |  |  |  |  |  |  |  |  |  |  |  |  |
| Thành Dương Khoảnh vương Lưu Diên ？-118 TCN            | Thành Dương Khoảnh vương Lưu Diên ？-118 TCN            | Thành Dương Khoảnh vương Lưu Diên ？-118 TCN            | Thành Dương Khoảnh vương Lưu Diên ？-118 TCN            | Thành Dương Khoảnh vương Lưu Diên ？-118 TCN            | Thành Dương Khoảnh vương Lưu Diên ？-118 TCN            |  |  |                                  |                                  |                                  |                                  |                                  |                                  |  |  | Thung Lăng Tiết hầu Lưu Mãi                 | Thung Lăng Tiết hầu Lưu Mãi                 | Thung Lăng Tiết hầu Lưu Mãi                 | Thung Lăng Tiết hầu Lưu Mãi                 | Thung Lăng Tiết hầu Lưu Mãi                   | Thung Lăng Tiết hầu Lưu Mãi                   |                                               |                                               |                                                  |                                                  |                                                  |                                                  |                                                  |                                                  |                |                |                                                |                                                |                                                |                                                |                                                |                                                |         |  | Lệ thái tử Lưu Cư 128 TCN - 91 TCN             | Lệ thái tử Lưu Cư 128 TCN - 91 TCN             | Lệ thái tử Lưu Cư 128 TCN - 91 TCN             | Lệ thái tử Lưu Cư 128 TCN - 91 TCN             | Lệ thái tử Lưu Cư 128 TCN - 91 TCN             | Lệ thái tử Lưu Cư 128 TCN - 91 TCN             |               |  | Xương Ấp Ai vương Lưu Bác ？- 86 TCN          | Xương Ấp Ai vương Lưu Bác ？- 86 TCN          | Xương Ấp Ai vương Lưu Bác ？- 86 TCN          | Xương Ấp Ai vương Lưu Bác ？- 86 TCN          | Xương Ấp Ai vương Lưu Bác ？- 86 TCN          | Xương Ấp Ai vương Lưu Bác ？- 86 TCN          |                                            |                                            | Hán Chiêu Đế Lưu Phất Lăng 94 TCN-87 TCN - 74 TCN | Hán Chiêu Đế Lưu Phất Lăng 94 TCN-87 TCN - 74 TCN | Hán Chiêu Đế Lưu Phất Lăng 94 TCN-87 TCN - 74 TCN | Hán Chiêu Đế Lưu Phất Lăng 94 TCN-87 TCN - 74 TCN | Hán Chiêu Đế Lưu Phất Lăng 94 TCN-87 TCN - 74 TCN | Hán Chiêu Đế Lưu Phất Lăng 94 TCN-87 TCN - 74 TCN |  |  | Lương Bình vương Lưu Tương ？- 96 TCN     | Lương Bình vương Lưu Tương ？- 96 TCN     | Lương Bình vương Lưu Tương ？- 96 TCN     | Lương Bình vương Lưu Tương ？- 96 TCN     | Lương Bình vương Lưu Tương ？- 96 TCN     | Lương Bình vương Lưu Tương ？- 96 TCN     |  |  |  |  |  |  |  |  |  |  |  |  |  |  |  |  |  |  |  |  |  |  |  |  |  |  |  |  |  |  |  |  |  |  |  |  |  |  |  |  |  |  |  |  |  |  |  |  |  |  |  |  |
| Thành Dương Khoảnh vương Lưu Diên ？-118 TCN            | Thành Dương Khoảnh vương Lưu Diên ？-118 TCN            | Thành Dương Khoảnh vương Lưu Diên ？-118 TCN            | Thành Dương Khoảnh vương Lưu Diên ？-118 TCN            | Thành Dương Khoảnh vương Lưu Diên ？-118 TCN            | Thành Dương Khoảnh vương Lưu Diên ？-118 TCN            |  |  |                                  |                                  |                                  |                                  |                                  |                                  |  |  | Thung Lăng Tiết hầu Lưu Mãi                 | Thung Lăng Tiết hầu Lưu Mãi                 | Thung Lăng Tiết hầu Lưu Mãi                 | Thung Lăng Tiết hầu Lưu Mãi                 | Thung Lăng Tiết hầu Lưu Mãi                   | Thung Lăng Tiết hầu Lưu Mãi                   |                                               |                                               |                                                  |                                                  |                                                  |                                                  |                                                  |                                                  |                |                |                                                |                                                |                                                |                                                |                                                |                                                |         |  | Lệ thái tử Lưu Cư 128 TCN - 91 TCN             | Lệ thái tử Lưu Cư 128 TCN - 91 TCN             | Lệ thái tử Lưu Cư 128 TCN - 91 TCN             | Lệ thái tử Lưu Cư 128 TCN - 91 TCN             | Lệ thái tử Lưu Cư 128 TCN - 91 TCN             | Lệ thái tử Lưu Cư 128 TCN - 91 TCN             |               |  | Xương Ấp Ai vương Lưu Bác ？- 86 TCN          | Xương Ấp Ai vương Lưu Bác ？- 86 TCN          | Xương Ấp Ai vương Lưu Bác ？- 86 TCN          | Xương Ấp Ai vương Lưu Bác ？- 86 TCN          | Xương Ấp Ai vương Lưu Bác ？- 86 TCN          | Xương Ấp Ai vương Lưu Bác ？- 86 TCN          |                                            |                                            | Hán Chiêu Đế Lưu Phất Lăng 94 TCN-87 TCN - 74 TCN | Hán Chiêu Đế Lưu Phất Lăng 94 TCN-87 TCN - 74 TCN | Hán Chiêu Đế Lưu Phất Lăng 94 TCN-87 TCN - 74 TCN | Hán Chiêu Đế Lưu Phất Lăng 94 TCN-87 TCN - 74 TCN | Hán Chiêu Đế Lưu Phất Lăng 94 TCN-87 TCN - 74 TCN | Hán Chiêu Đế Lưu Phất Lăng 94 TCN-87 TCN - 74 TCN |  |  | Lương Bình vương Lưu Tương ？- 96 TCN     | Lương Bình vương Lưu Tương ？- 96 TCN     | Lương Bình vương Lưu Tương ？- 96 TCN     | Lương Bình vương Lưu Tương ？- 96 TCN     | Lương Bình vương Lưu Tương ？- 96 TCN     | Lương Bình vương Lưu Tương ？- 96 TCN     |  |  |  |  |  |  |  |  |  |  |  |  |  |  |  |  |  |  |  |  |  |  |  |  |  |  |  |  |  |  |  |  |  |  |  |  |  |  |  |  |  |  |  |  |  |  |  |  |  |  |  |  |
|                                                         |                                                         |                                                         |                                                         |                                                         |                                                         |  |  |                                  |                                  |                                  |                                  |                                  |                                  |  |  |                                             |                                             |                                             |                                             |                                               |                                               |                                               |                                               |                                                  |                                                  |                                                  |                                                  |                                                  |                                                  |                |                |                                                |                                                |                                                |                                                |                                                |                                                |         |  |                                                |                                                |                                                |                                                |                                                |                                                |               |  |                                               |                                               |                                               |                                               |                                               |                                               |                                            |                                            |                                                   |                                                   |                                                   |                                                   |                                                   |                                                   |  |  |                                           |                                           |                                           |                                           |                                           |                                           |  |  |  |  |  |  |  |  |  |  |  |  |  |  |  |  |  |  |  |  |  |  |  |  |  |  |  |  |  |  |  |  |  |  |  |  |  |  |  |  |  |  |  |  |  |  |  |  |  |  |  |  |
| Thành Dương Kính vương Lưu Nghĩa ？- 110 TCN            | Thành Dương Kính vương Lưu Nghĩa ？- 110 TCN            | Thành Dương Kính vương Lưu Nghĩa ？- 110 TCN            | Thành Dương Kính vương Lưu Nghĩa ？- 110 TCN            | Thành Dương Kính vương Lưu Nghĩa ？- 110 TCN            | Thành Dương Kính vương Lưu Nghĩa ？- 110 TCN            |  |  | Thung Lăng Đái hầu Lưu Hùng Cừ   | Thung Lăng Đái hầu Lưu Hùng Cừ   | Thung Lăng Đái hầu Lưu Hùng Cừ   | Thung Lăng Đái hầu Lưu Hùng Cừ   | Thung Lăng Đái hầu Lưu Hùng Cừ   | Thung Lăng Đái hầu Lưu Hùng Cừ   |  |  | Lưu Ngoại                                   | Lưu Ngoại                                   | Lưu Ngoại                                   | Lưu Ngoại                                   | Lưu Ngoại                                     | Lưu Ngoại                                     |                                               |                                               |                                                  |                                                  |                                                  |                                                  |                                                  |                                                  |                |                |                                                |                                                |                                                |                                                |                                                |                                                |         |  | Điệu hoàng khảo Lưu Tiến 113 TCN - 91 TCN      | Điệu hoàng khảo Lưu Tiến 113 TCN - 91 TCN      | Điệu hoàng khảo Lưu Tiến 113 TCN - 91 TCN      | Điệu hoàng khảo Lưu Tiến 113 TCN - 91 TCN      | Điệu hoàng khảo Lưu Tiến 113 TCN - 91 TCN      | Điệu hoàng khảo Lưu Tiến 113 TCN - 91 TCN      |               |  | Hải Hôn hầu Lưu Hạ 92 TCN -74 TCN- 59 TCN     | Hải Hôn hầu Lưu Hạ 92 TCN -74 TCN- 59 TCN     | Hải Hôn hầu Lưu Hạ 92 TCN -74 TCN- 59 TCN     | Hải Hôn hầu Lưu Hạ 92 TCN -74 TCN- 59 TCN     | Hải Hôn hầu Lưu Hạ 92 TCN -74 TCN- 59 TCN     | Hải Hôn hầu Lưu Hạ 92 TCN -74 TCN- 59 TCN     |                                            |                                            |                                                   |                                                   |                                                   |                                                   |                                                   |                                                   |  |  | Lương Trinh vương Lưu Vô Thương ？-85 TCN | Lương Trinh vương Lưu Vô Thương ？-85 TCN | Lương Trinh vương Lưu Vô Thương ？-85 TCN | Lương Trinh vương Lưu Vô Thương ？-85 TCN | Lương Trinh vương Lưu Vô Thương ？-85 TCN | Lương Trinh vương Lưu Vô Thương ？-85 TCN |  |  |  |  |  |  |  |  |  |  |  |  |  |  |  |  |  |  |  |  |  |  |  |  |  |  |  |  |  |  |  |  |  |  |  |  |  |  |  |  |  |  |  |  |  |  |  |  |  |  |  |  |
| Thành Dương Kính vương Lưu Nghĩa ？- 110 TCN            | Thành Dương Kính vương Lưu Nghĩa ？- 110 TCN            | Thành Dương Kính vương Lưu Nghĩa ？- 110 TCN            | Thành Dương Kính vương Lưu Nghĩa ？- 110 TCN            | Thành Dương Kính vương Lưu Nghĩa ？- 110 TCN            | Thành Dương Kính vương Lưu Nghĩa ？- 110 TCN            |  |  | Thung Lăng Đái hầu Lưu Hùng Cừ   | Thung Lăng Đái hầu Lưu Hùng Cừ   | Thung Lăng Đái hầu Lưu Hùng Cừ   | Thung Lăng Đái hầu Lưu Hùng Cừ   | Thung Lăng Đái hầu Lưu Hùng Cừ   | Thung Lăng Đái hầu Lưu Hùng Cừ   |  |  | Lưu Ngoại                                   | Lưu Ngoại                                   | Lưu Ngoại                                   | Lưu Ngoại                                   | Lưu Ngoại                                     | Lưu Ngoại                                     |                                               |                                               |                                                  |                                                  |                                                  |                                                  |                                                  |                                                  |                |                |                                                |                                                |                                                |                                                |                                                |                                                |         |  | Điệu hoàng khảo Lưu Tiến 113 TCN - 91 TCN      | Điệu hoàng khảo Lưu Tiến 113 TCN - 91 TCN      | Điệu hoàng khảo Lưu Tiến 113 TCN - 91 TCN      | Điệu hoàng khảo Lưu Tiến 113 TCN - 91 TCN      | Điệu hoàng khảo Lưu Tiến 113 TCN - 91 TCN      | Điệu hoàng khảo Lưu Tiến 113 TCN - 91 TCN      |               |  | Hải Hôn hầu Lưu Hạ 92 TCN -74 TCN- 59 TCN     | Hải Hôn hầu Lưu Hạ 92 TCN -74 TCN- 59 TCN     | Hải Hôn hầu Lưu Hạ 92 TCN -74 TCN- 59 TCN     | Hải Hôn hầu Lưu Hạ 92 TCN -74 TCN- 59 TCN     | Hải Hôn hầu Lưu Hạ 92 TCN -74 TCN- 59 TCN     | Hải Hôn hầu Lưu Hạ 92 TCN -74 TCN- 59 TCN     |                                            |                                            |                                                   |                                                   |                                                   |                                                   |                                                   |                                                   |  |  | Lương Trinh vương Lưu Vô Thương ？-85 TCN | Lương Trinh vương Lưu Vô Thương ？-85 TCN | Lương Trinh vương Lưu Vô Thương ？-85 TCN | Lương Trinh vương Lưu Vô Thương ？-85 TCN | Lương Trinh vương Lưu Vô Thương ？-85 TCN | Lương Trinh vương Lưu Vô Thương ？-85 TCN |  |  |  |  |  |  |  |  |  |  |  |  |  |  |  |  |  |  |  |  |  |  |  |  |  |  |  |  |  |  |  |  |  |  |  |  |  |  |  |  |  |  |  |  |  |  |  |  |  |  |  |  |
|                                                         |                                                         |                                                         |                                                         |                                                         |                                                         |  |  |                                  |                                  |                                  |                                  |                                  |                                  |  |  |                                             |                                             |                                             |                                             |                                               |                                               |                                               |                                               |                                                  |                                                  |                                                  |                                                  |                                                  |                                                  |                |                |                                                |                                                |                                                |                                                |                                                |                                                |         |  |                                                |                                                |                                                |                                                |                                                |                                                |               |  |                                               |                                               |                                               |                                               |                                               |                                               |                                            |                                            |                                                   |                                                   |                                                   |                                                   |                                                   |                                                   |  |  |                                           |                                           |                                           |                                           |                                           |                                           |  |  |  |  |  |  |  |  |  |  |  |  |  |  |  |  |  |  |  |  |  |  |  |  |  |  |  |  |  |  |  |  |  |  |  |  |  |  |  |  |  |  |  |  |  |  |  |  |  |  |  |  |
| Thành Dương Huệ vương Lưu Vũ ？-97 TCN                  | Thành Dương Huệ vương Lưu Vũ ？-97 TCN                  | Thành Dương Huệ vương Lưu Vũ ？-97 TCN                  | Thành Dương Huệ vương Lưu Vũ ？-97 TCN                  | Thành Dương Huệ vương Lưu Vũ ？-97 TCN                  | Thành Dương Huệ vương Lưu Vũ ？-97 TCN                  |  |  | Lưu Lợi                          | Lưu Lợi                          | Lưu Lợi                          | Lưu Lợi                          | Lưu Lợi                          | Lưu Lợi                          |  |  | Lưu Hồi                                     | Lưu Hồi                                     | Lưu Hồi                                     | Lưu Hồi                                     | Lưu Hồi                                       | Lưu Hồi                                       |                                               |                                               |                                                  |                                                  |                                                  |                                                  |                                                  |                                                  |                |                |                                                |                                                |                                                |                                                |                                                |                                                |         |  | Hán Tuyên Đế Lưu Tuân 91 TCN-74 TCN - 49 TCN   | Hán Tuyên Đế Lưu Tuân 91 TCN-74 TCN - 49 TCN   | Hán Tuyên Đế Lưu Tuân 91 TCN-74 TCN - 49 TCN   | Hán Tuyên Đế Lưu Tuân 91 TCN-74 TCN - 49 TCN   | Hán Tuyên Đế Lưu Tuân 91 TCN-74 TCN - 49 TCN   | Hán Tuyên Đế Lưu Tuân 91 TCN-74 TCN - 49 TCN   |               |  |                                               |                                               |                                               |                                               |                                               |                                               |                                            |                                            |                                                   |                                                   |                                                   |                                                   |                                                   |                                                   |  |  | Lương Kính vương Lưu Định Quốc ？-45 TCN  | Lương Kính vương Lưu Định Quốc ？-45 TCN  | Lương Kính vương Lưu Định Quốc ？-45 TCN  | Lương Kính vương Lưu Định Quốc ？-45 TCN  | Lương Kính vương Lưu Định Quốc ？-45 TCN  | Lương Kính vương Lưu Định Quốc ？-45 TCN  |  |  |  |  |  |  |  |  |  |  |  |  |  |  |  |  |  |  |  |  |  |  |  |  |  |  |  |  |  |  |  |  |  |  |  |  |  |  |  |  |  |  |  |  |  |  |  |  |  |  |  |  |
| Thành Dương Huệ vương Lưu Vũ ？-97 TCN                  | Thành Dương Huệ vương Lưu Vũ ？-97 TCN                  | Thành Dương Huệ vương Lưu Vũ ？-97 TCN                  | Thành Dương Huệ vương Lưu Vũ ？-97 TCN                  | Thành Dương Huệ vương Lưu Vũ ？-97 TCN                  | Thành Dương Huệ vương Lưu Vũ ？-97 TCN                  |  |  | Lưu Lợi                          | Lưu Lợi                          | Lưu Lợi                          | Lưu Lợi                          | Lưu Lợi                          | Lưu Lợi                          |  |  | Lưu Hồi                                     | Lưu Hồi                                     | Lưu Hồi                                     | Lưu Hồi                                     | Lưu Hồi                                       | Lưu Hồi                                       |                                               |                                               |                                                  |                                                  |                                                  |                                                  |                                                  |                                                  |                |                |                                                |                                                |                                                |                                                |                                                |                                                |         |  | Hán Tuyên Đế Lưu Tuân 91 TCN-74 TCN - 49 TCN   | Hán Tuyên Đế Lưu Tuân 91 TCN-74 TCN - 49 TCN   | Hán Tuyên Đế Lưu Tuân 91 TCN-74 TCN - 49 TCN   | Hán Tuyên Đế Lưu Tuân 91 TCN-74 TCN - 49 TCN   | Hán Tuyên Đế Lưu Tuân 91 TCN-74 TCN - 49 TCN   | Hán Tuyên Đế Lưu Tuân 91 TCN-74 TCN - 49 TCN   |               |  |                                               |                                               |                                               |                                               |                                               |                                               |                                            |                                            |                                                   |                                                   |                                                   |                                                   |                                                   |                                                   |  |  | Lương Kính vương Lưu Định Quốc ？-45 TCN  | Lương Kính vương Lưu Định Quốc ？-45 TCN  | Lương Kính vương Lưu Định Quốc ？-45 TCN  | Lương Kính vương Lưu Định Quốc ？-45 TCN  | Lương Kính vương Lưu Định Quốc ？-45 TCN  | Lương Kính vương Lưu Định Quốc ？-45 TCN  |  |  |  |  |  |  |  |  |  |  |  |  |  |  |  |  |  |  |  |  |  |  |  |  |  |  |  |  |  |  |  |  |  |  |  |  |  |  |  |  |  |  |  |  |  |  |  |  |  |  |  |  |
|                                                         |                                                         |                                                         |                                                         |                                                         |                                                         |  |  |                                  |                                  |                                  |                                  |                                  |                                  |  |  |                                             |                                             |                                             |                                             |                                               |                                               |                                               |                                               |                                                  |                                                  |                                                  |                                                  |                                                  |                                                  |                |                |                                                |                                                |                                                |                                                |                                                |                                                |         |  |                                                |                                                |                                                |                                                |                                                |                                                |               |  |                                               |                                               |                                               |                                               |                                               |                                               |                                            |                                            |                                                   |                                                   |                                                   |                                                   |                                                   |                                                   |  |  |                                           |                                           |                                           |                                           |                                           |                                           |  |  |  |  |  |  |  |  |  |  |  |  |  |  |  |  |  |  |  |  |  |  |  |  |  |  |  |  |  |  |  |  |  |  |  |  |  |  |  |  |  |  |  |  |  |  |  |  |  |  |  |  |
| Thành Dương Hoang vương Lưu Thuận                       | Thành Dương Hoang vương Lưu Thuận                       | Thành Dương Hoang vương Lưu Thuận                       | Thành Dương Hoang vương Lưu Thuận                       | Thành Dương Hoang vương Lưu Thuận                       | Thành Dương Hoang vương Lưu Thuận                       |  |  | Lưu Tử Trương                    | Lưu Tử Trương                    | Lưu Tử Trương                    | Lưu Tử Trương                    | Lưu Tử Trương                    | Lưu Tử Trương                    |  |  | Lưu Khâm ？-3                               | Lưu Khâm ？-3                               | Lưu Khâm ？-3                               | Lưu Khâm ？-3                               | Lưu Khâm ？-3                                 | Lưu Khâm ？-3                                 |                                               |                                               |                                                  |                                                  |                                                  |                                                  |                                                  |                                                  |                |                | Hán Nguyên Đế Lưu Thích 75 TCN-49 TCN - 33 TCN | Hán Nguyên Đế Lưu Thích 75 TCN-49 TCN - 33 TCN | Hán Nguyên Đế Lưu Thích 75 TCN-49 TCN - 33 TCN | Hán Nguyên Đế Lưu Thích 75 TCN-49 TCN - 33 TCN | Hán Nguyên Đế Lưu Thích 75 TCN-49 TCN - 33 TCN | Hán Nguyên Đế Lưu Thích 75 TCN-49 TCN - 33 TCN |         |  |                                                |                                                |                                                |                                                |                                                |                                                |               |  | Sở Hiếu vương Lưu Hiêu ？-25 TCN              | Sở Hiếu vương Lưu Hiêu ？-25 TCN              | Sở Hiếu vương Lưu Hiêu ？-25 TCN              | Sở Hiếu vương Lưu Hiêu ？-25 TCN              | Sở Hiếu vương Lưu Hiêu ？-25 TCN              | Sở Hiếu vương Lưu Hiêu ？-25 TCN              |                                            |                                            | Đông Bình Tư vương Lưu Vũ ？－20 TCN              | Đông Bình Tư vương Lưu Vũ ？－20 TCN              | Đông Bình Tư vương Lưu Vũ ？－20 TCN              | Đông Bình Tư vương Lưu Vũ ？－20 TCN              | Đông Bình Tư vương Lưu Vũ ？－20 TCN              | Đông Bình Tư vương Lưu Vũ ？－20 TCN              |  |  | Lương Di vương Lưu Toại ？-39 TCN         | Lương Di vương Lưu Toại ？-39 TCN         | Lương Di vương Lưu Toại ？-39 TCN         | Lương Di vương Lưu Toại ？-39 TCN         | Lương Di vương Lưu Toại ？-39 TCN         | Lương Di vương Lưu Toại ？-39 TCN         |  |  |  |  |  |  |  |  |  |  |  |  |  |  |  |  |  |  |  |  |  |  |  |  |  |  |  |  |  |  |  |  |  |  |  |  |  |  |  |  |  |  |  |  |  |  |  |  |  |  |  |  |
| Thành Dương Hoang vương Lưu Thuận                       | Thành Dương Hoang vương Lưu Thuận                       | Thành Dương Hoang vương Lưu Thuận                       | Thành Dương Hoang vương Lưu Thuận                       | Thành Dương Hoang vương Lưu Thuận                       | Thành Dương Hoang vương Lưu Thuận                       |  |  | Lưu Tử Trương                    | Lưu Tử Trương                    | Lưu Tử Trương                    | Lưu Tử Trương                    | Lưu Tử Trương                    | Lưu Tử Trương                    |  |  | Lưu Khâm ？-3                               | Lưu Khâm ？-3                               | Lưu Khâm ？-3                               | Lưu Khâm ？-3                               | Lưu Khâm ？-3                                 | Lưu Khâm ？-3                                 |                                               |                                               |                                                  |                                                  |                                                  |                                                  |                                                  |                                                  |                |                | Hán Nguyên Đế Lưu Thích 75 TCN-49 TCN - 33 TCN | Hán Nguyên Đế Lưu Thích 75 TCN-49 TCN - 33 TCN | Hán Nguyên Đế Lưu Thích 75 TCN-49 TCN - 33 TCN | Hán Nguyên Đế Lưu Thích 75 TCN-49 TCN - 33 TCN | Hán Nguyên Đế Lưu Thích 75 TCN-49 TCN - 33 TCN | Hán Nguyên Đế Lưu Thích 75 TCN-49 TCN - 33 TCN |         |  |                                                |                                                |                                                |                                                |                                                |                                                |               |  | Sở Hiếu vương Lưu Hiêu ？-25 TCN              | Sở Hiếu vương Lưu Hiêu ？-25 TCN              | Sở Hiếu vương Lưu Hiêu ？-25 TCN              | Sở Hiếu vương Lưu Hiêu ？-25 TCN              | Sở Hiếu vương Lưu Hiêu ？-25 TCN              | Sở Hiếu vương Lưu Hiêu ？-25 TCN              |                                            |                                            | Đông Bình Tư vương Lưu Vũ ？－20 TCN              | Đông Bình Tư vương Lưu Vũ ？－20 TCN              | Đông Bình Tư vương Lưu Vũ ？－20 TCN              | Đông Bình Tư vương Lưu Vũ ？－20 TCN              | Đông Bình Tư vương Lưu Vũ ？－20 TCN              | Đông Bình Tư vương Lưu Vũ ？－20 TCN              |  |  | Lương Di vương Lưu Toại ？-39 TCN         | Lương Di vương Lưu Toại ？-39 TCN         | Lương Di vương Lưu Toại ？-39 TCN         | Lương Di vương Lưu Toại ？-39 TCN         | Lương Di vương Lưu Toại ？-39 TCN         | Lương Di vương Lưu Toại ？-39 TCN         |  |  |  |  |  |  |  |  |  |  |  |  |  |  |  |  |  |  |  |  |  |  |  |  |  |  |  |  |  |  |  |  |  |  |  |  |  |  |  |  |  |  |  |  |  |  |  |  |  |  |  |  |
|                                                         |                                                         |                                                         |                                                         |                                                         |                                                         |  |  |                                  |                                  |                                  |                                  |                                  |                                  |  |  |                                             |                                             |                                             |                                             |                                               |                                               |                                               |                                               |                                                  |                                                  |                                                  |                                                  |                                                  |                                                  |                |                |                                                |                                                |                                                |                                                |                                                |                                                |         |  |                                                |                                                |                                                |                                                |                                                |                                                |               |  |                                               |                                               |                                               |                                               |                                               |                                               |                                            |                                            |                                                   |                                                   |                                                   |                                                   |                                                   |                                                   |  |  |                                           |                                           |                                           |                                           |                                           |                                           |  |  |  |  |  |  |  |  |  |  |  |  |  |  |  |  |  |  |  |  |  |  |  |  |  |  |  |  |  |  |  |  |  |  |  |  |  |  |  |  |  |  |  |  |  |  |  |  |  |  |  |  |
|                                                         |                                                         |                                                         |                                                         |                                                         |                                                         |  |  |                                  |                                  |                                  |                                  |                                  |                                  |  |  |                                             |                                             |                                             |                                             |                                               |                                               |                                               |                                               |                                                  |                                                  |                                                  |                                                  |                                                  |                                                  |                |                |                                                |                                                |                                                |                                                |                                                |                                                |         |  |                                                |                                                |                                                |                                                |                                                |                                                |               |  |                                               |                                               |                                               |                                               |                                               |                                               |                                            |                                            |                                                   |                                                   |                                                   |                                                   |                                                   |                                                   |  |  |                                           |                                           |                                           |                                           |                                           |                                           |  |  |  |  |  |  |  |  |  |  |  |  |  |  |  |  |  |  |  |  |  |  |  |  |  |  |  |  |  |  |  |  |  |  |  |  |  |  |  |  |  |  |  |  |  |  |  |  |  |  |  |  |
|                                                         |                                                         |                                                         |                                                         |                                                         |                                                         |  |  |                                  |                                  |                                  |                                  |                                  |                                  |  |  |                                             |                                             |                                             |                                             |                                               |                                               |                                               |                                               |                                                  |                                                  |                                                  |                                                  |                                                  |                                                  |                |                |                                                |                                                |                                                |                                                |                                                |                                                |         |  |                                                |                                                |                                                |                                                |                                                |                                                |               |  |                                               |                                               |                                               |                                               |                                               |                                               |                                            |                                            |                                                   |                                                   |                                                   |                                                   |                                                   |                                                   |  |  |                                           |                                           |                                           |                                           |                                           |                                           |  |  |  |  |  |  |  |  |  |  |  |  |  |  |  |  |  |  |  |  |  |  |  |  |  |  |  |  |  |  |  |  |  |  |  |  |  |  |  |  |  |  |  |  |  |  |  |  |  |  |  |  |
| Thức Tiết hầu Lưu Hiến                                  | Thức Tiết hầu Lưu Hiến                                  | Thức Tiết hầu Lưu Hiến                                  | Thức Tiết hầu Lưu Hiến                                  | Thức Tiết hầu Lưu Hiến                                  | Thức Tiết hầu Lưu Hiến                                  |  |  | Canh Thủy Đế Lưu Huyền ？-23-25  | Canh Thủy Đế Lưu Huyền ？-23-25  | Canh Thủy Đế Lưu Huyền ？-23-25  | Canh Thủy Đế Lưu Huyền ？-23-25  | Canh Thủy Đế Lưu Huyền ？-23-25  | Canh Thủy Đế Lưu Huyền ？-23-25  |  |  | Hán Quang Vũ Đế Lưu Tú 6 TCN- 25-57         | Hán Quang Vũ Đế Lưu Tú 6 TCN- 25-57         | Hán Quang Vũ Đế Lưu Tú 6 TCN- 25-57         | Hán Quang Vũ Đế Lưu Tú 6 TCN- 25-57         | Hán Quang Vũ Đế Lưu Tú 6 TCN- 25-57           | Hán Quang Vũ Đế Lưu Tú 6 TCN- 25-57           |                                               |                                               | Hán Thành Đế Lưu Ngao 51 TCN-33 TCN - 7 TCN      | Hán Thành Đế Lưu Ngao 51 TCN-33 TCN - 7 TCN      | Hán Thành Đế Lưu Ngao 51 TCN-33 TCN - 7 TCN      | Hán Thành Đế Lưu Ngao 51 TCN-33 TCN - 7 TCN      | Hán Thành Đế Lưu Ngao 51 TCN-33 TCN - 7 TCN      | Hán Thành Đế Lưu Ngao 51 TCN-33 TCN - 7 TCN      |                |                | Cung Hoàng Lưu Khang ？- 23 TCN                | Cung Hoàng Lưu Khang ？- 23 TCN                | Cung Hoàng Lưu Khang ？- 23 TCN                | Cung Hoàng Lưu Khang ？- 23 TCN                | Cung Hoàng Lưu Khang ？- 23 TCN                | Cung Hoàng Lưu Khang ？- 23 TCN                |         |  | Trung Sơn Hiếu vương Lưu Hưng ？-8 TCN         | Trung Sơn Hiếu vương Lưu Hưng ？-8 TCN         | Trung Sơn Hiếu vương Lưu Hưng ？-8 TCN         | Trung Sơn Hiếu vương Lưu Hưng ？-8 TCN         | Trung Sơn Hiếu vương Lưu Hưng ？-8 TCN         | Trung Sơn Hiếu vương Lưu Hưng ？-8 TCN         |               |  | Quảng Thích Dương hầu Lưu Huân                | Quảng Thích Dương hầu Lưu Huân                | Quảng Thích Dương hầu Lưu Huân                | Quảng Thích Dương hầu Lưu Huân                | Quảng Thích Dương hầu Lưu Huân                | Quảng Thích Dương hầu Lưu Huân                |                                            |                                            | Đông Bình Dương vương Lưu Vân ？-4 TCN            | Đông Bình Dương vương Lưu Vân ？-4 TCN            | Đông Bình Dương vương Lưu Vân ？-4 TCN            | Đông Bình Dương vương Lưu Vân ？-4 TCN            | Đông Bình Dương vương Lưu Vân ？-4 TCN            | Đông Bình Dương vương Lưu Vân ？-4 TCN            |  |  | Lương Hoàng vương Lưu Gia ？-24 TCN       | Lương Hoàng vương Lưu Gia ？-24 TCN       | Lương Hoàng vương Lưu Gia ？-24 TCN       | Lương Hoàng vương Lưu Gia ？-24 TCN       | Lương Hoàng vương Lưu Gia ？-24 TCN       | Lương Hoàng vương Lưu Gia ？-24 TCN       |  |  |  |  |  |  |  |  |  |  |  |  |  |  |  |  |  |  |  |  |  |  |  |  |  |  |  |  |  |  |  |  |  |  |  |  |  |  |  |  |  |  |  |  |  |  |  |  |  |  |  |  |
| Thức Tiết hầu Lưu Hiến                                  | Thức Tiết hầu Lưu Hiến                                  | Thức Tiết hầu Lưu Hiến                                  | Thức Tiết hầu Lưu Hiến                                  | Thức Tiết hầu Lưu Hiến                                  | Thức Tiết hầu Lưu Hiến                                  |  |  | Canh Thủy Đế Lưu Huyền ？-23-25  | Canh Thủy Đế Lưu Huyền ？-23-25  | Canh Thủy Đế Lưu Huyền ？-23-25  | Canh Thủy Đế Lưu Huyền ？-23-25  | Canh Thủy Đế Lưu Huyền ？-23-25  | Canh Thủy Đế Lưu Huyền ？-23-25  |  |  | Hán Quang Vũ Đế Lưu Tú 6 TCN- 25-57         | Hán Quang Vũ Đế Lưu Tú 6 TCN- 25-57         | Hán Quang Vũ Đế Lưu Tú 6 TCN- 25-57         | Hán Quang Vũ Đế Lưu Tú 6 TCN- 25-57         | Hán Quang Vũ Đế Lưu Tú 6 TCN- 25-57           | Hán Quang Vũ Đế Lưu Tú 6 TCN- 25-57           |                                               |                                               | Hán Thành Đế Lưu Ngao 51 TCN-33 TCN - 7 TCN      | Hán Thành Đế Lưu Ngao 51 TCN-33 TCN - 7 TCN      | Hán Thành Đế Lưu Ngao 51 TCN-33 TCN - 7 TCN      | Hán Thành Đế Lưu Ngao 51 TCN-33 TCN - 7 TCN      | Hán Thành Đế Lưu Ngao 51 TCN-33 TCN - 7 TCN      | Hán Thành Đế Lưu Ngao 51 TCN-33 TCN - 7 TCN      |                |                | Cung Hoàng Lưu Khang ？- 23 TCN                | Cung Hoàng Lưu Khang ？- 23 TCN                | Cung Hoàng Lưu Khang ？- 23 TCN                | Cung Hoàng Lưu Khang ？- 23 TCN                | Cung Hoàng Lưu Khang ？- 23 TCN                | Cung Hoàng Lưu Khang ？- 23 TCN                |         |  | Trung Sơn Hiếu vương Lưu Hưng ？-8 TCN         | Trung Sơn Hiếu vương Lưu Hưng ？-8 TCN         | Trung Sơn Hiếu vương Lưu Hưng ？-8 TCN         | Trung Sơn Hiếu vương Lưu Hưng ？-8 TCN         | Trung Sơn Hiếu vương Lưu Hưng ？-8 TCN         | Trung Sơn Hiếu vương Lưu Hưng ？-8 TCN         |               |  | Quảng Thích Dương hầu Lưu Huân                | Quảng Thích Dương hầu Lưu Huân                | Quảng Thích Dương hầu Lưu Huân                | Quảng Thích Dương hầu Lưu Huân                | Quảng Thích Dương hầu Lưu Huân                | Quảng Thích Dương hầu Lưu Huân                |                                            |                                            | Đông Bình Dương vương Lưu Vân ？-4 TCN            | Đông Bình Dương vương Lưu Vân ？-4 TCN            | Đông Bình Dương vương Lưu Vân ？-4 TCN            | Đông Bình Dương vương Lưu Vân ？-4 TCN            | Đông Bình Dương vương Lưu Vân ？-4 TCN            | Đông Bình Dương vương Lưu Vân ？-4 TCN            |  |  | Lương Hoàng vương Lưu Gia ？-24 TCN       | Lương Hoàng vương Lưu Gia ？-24 TCN       | Lương Hoàng vương Lưu Gia ？-24 TCN       | Lương Hoàng vương Lưu Gia ？-24 TCN       | Lương Hoàng vương Lưu Gia ？-24 TCN       | Lương Hoàng vương Lưu Gia ？-24 TCN       |  |  |  |  |  |  |  |  |  |  |  |  |  |  |  |  |  |  |  |  |  |  |  |  |  |  |  |  |  |  |  |  |  |  |  |  |  |  |  |  |  |  |  |  |  |  |  |  |  |  |  |  |
|                                                         |                                                         |                                                         |                                                         |                                                         |                                                         |  |  |                                  |                                  |                                  |                                  |                                  |                                  |  |  |                                             |                                             |                                             |                                             |                                               |                                               |                                               |                                               |                                                  |                                                  |                                                  |                                                  |                                                  |                                                  |                |                |                                                |                                                |                                                |                                                |                                                |                                                |         |  |                                                |                                                |                                                |                                                |                                                |                                                |               |  |                                               |                                               |                                               |                                               |                                               |                                               |                                            |                                            |                                                   |                                                   |                                                   |                                                   |                                                   |                                                   |  |  |                                           |                                           |                                           |                                           |                                           |                                           |  |  |  |  |  |  |  |  |  |  |  |  |  |  |  |  |  |  |  |  |  |  |  |  |  |  |  |  |  |  |  |  |  |  |  |  |  |  |  |  |  |  |  |  |  |  |  |  |  |  |  |  |
| Thức hầu Lưu Manh                                       | Thức hầu Lưu Manh                                       | Thức hầu Lưu Manh                                       | Thức hầu Lưu Manh                                       | Thức hầu Lưu Manh                                       | Thức hầu Lưu Manh                                       |  |  |                                  |                                  |                                  |                                  |                                  |                                  |  |  | Hán Minh Đế Lưu Trang 28-57-75              | Hán Minh Đế Lưu Trang 28-57-75              | Hán Minh Đế Lưu Trang 28-57-75              | Hán Minh Đế Lưu Trang 28-57-75              | Hán Minh Đế Lưu Trang 28-57-75                | Hán Minh Đế Lưu Trang 28-57-75                |                                               |                                               |                                                  |                                                  |                                                  |                                                  |                                                  |                                                  |                |                | Hán Ai Đế Lưu Hân 27 TCN-7 TCN - 1 TCN         | Hán Ai Đế Lưu Hân 27 TCN-7 TCN - 1 TCN         | Hán Ai Đế Lưu Hân 27 TCN-7 TCN - 1 TCN         | Hán Ai Đế Lưu Hân 27 TCN-7 TCN - 1 TCN         | Hán Ai Đế Lưu Hân 27 TCN-7 TCN - 1 TCN         | Hán Ai Đế Lưu Hân 27 TCN-7 TCN - 1 TCN         |         |  | Hán Bình Đế Lưu Khản 9 TCN-1-6                 | Hán Bình Đế Lưu Khản 9 TCN-1-6                 | Hán Bình Đế Lưu Khản 9 TCN-1-6                 | Hán Bình Đế Lưu Khản 9 TCN-1-6                 | Hán Bình Đế Lưu Khản 9 TCN-1-6                 | Hán Bình Đế Lưu Khản 9 TCN-1-6                 |               |  | Quảng Thích hầu Lưu Hiển                      | Quảng Thích hầu Lưu Hiển                      | Quảng Thích hầu Lưu Hiển                      | Quảng Thích hầu Lưu Hiển                      | Quảng Thích hầu Lưu Hiển                      | Quảng Thích hầu Lưu Hiển                      |                                            |                                            | Nghiêm Hương hầu Lưu Tín ？-7                     | Nghiêm Hương hầu Lưu Tín ？-7                     | Nghiêm Hương hầu Lưu Tín ？-7                     | Nghiêm Hương hầu Lưu Tín ？-7                     | Nghiêm Hương hầu Lưu Tín ？-7                     | Nghiêm Hương hầu Lưu Tín ？-7                     |  |  | Lương vương Lưu Lập ？-3                  | Lương vương Lưu Lập ？-3                  | Lương vương Lưu Lập ？-3                  | Lương vương Lưu Lập ？-3                  | Lương vương Lưu Lập ？-3                  | Lương vương Lưu Lập ？-3                  |  |  |  |  |  |  |  |  |  |  |  |  |  |  |  |  |  |  |  |  |  |  |  |  |  |  |  |  |  |  |  |  |  |  |  |  |  |  |  |  |  |  |  |  |  |  |  |  |  |  |  |  |
| Thức hầu Lưu Manh                                       | Thức hầu Lưu Manh                                       | Thức hầu Lưu Manh                                       | Thức hầu Lưu Manh                                       | Thức hầu Lưu Manh                                       | Thức hầu Lưu Manh                                       |  |  |                                  |                                  |                                  |                                  |                                  |                                  |  |  | Hán Minh Đế Lưu Trang 28-57-75              | Hán Minh Đế Lưu Trang 28-57-75              | Hán Minh Đế Lưu Trang 28-57-75              | Hán Minh Đế Lưu Trang 28-57-75              | Hán Minh Đế Lưu Trang 28-57-75                | Hán Minh Đế Lưu Trang 28-57-75                |                                               |                                               |                                                  |                                                  |                                                  |                                                  |                                                  |                                                  |                |                | Hán Ai Đế Lưu Hân 27 TCN-7 TCN - 1 TCN         | Hán Ai Đế Lưu Hân 27 TCN-7 TCN - 1 TCN         | Hán Ai Đế Lưu Hân 27 TCN-7 TCN - 1 TCN         | Hán Ai Đế Lưu Hân 27 TCN-7 TCN - 1 TCN         | Hán Ai Đế Lưu Hân 27 TCN-7 TCN - 1 TCN         | Hán Ai Đế Lưu Hân 27 TCN-7 TCN - 1 TCN         |         |  | Hán Bình Đế Lưu Khản 9 TCN-1-6                 | Hán Bình Đế Lưu Khản 9 TCN-1-6                 | Hán Bình Đế Lưu Khản 9 TCN-1-6                 | Hán Bình Đế Lưu Khản 9 TCN-1-6                 | Hán Bình Đế Lưu Khản 9 TCN-1-6                 | Hán Bình Đế Lưu Khản 9 TCN-1-6                 |               |  | Quảng Thích hầu Lưu Hiển                      | Quảng Thích hầu Lưu Hiển                      | Quảng Thích hầu Lưu Hiển                      | Quảng Thích hầu Lưu Hiển                      | Quảng Thích hầu Lưu Hiển                      | Quảng Thích hầu Lưu Hiển                      |                                            |                                            | Nghiêm Hương hầu Lưu Tín ？-7                     | Nghiêm Hương hầu Lưu Tín ？-7                     | Nghiêm Hương hầu Lưu Tín ？-7                     | Nghiêm Hương hầu Lưu Tín ？-7                     | Nghiêm Hương hầu Lưu Tín ？-7                     | Nghiêm Hương hầu Lưu Tín ？-7                     |  |  | Lương vương Lưu Lập ？-3                  | Lương vương Lưu Lập ？-3                  | Lương vương Lưu Lập ？-3                  | Lương vương Lưu Lập ？-3                  | Lương vương Lưu Lập ？-3                  | Lương vương Lưu Lập ？-3                  |  |  |  |  |  |  |  |  |  |  |  |  |  |  |  |  |  |  |  |  |  |  |  |  |  |  |  |  |  |  |  |  |  |  |  |  |  |  |  |  |  |  |  |  |  |  |  |  |  |  |  |  |
|                                                         |                                                         |                                                         |                                                         |                                                         |                                                         |  |  |                                  |                                  |                                  |                                  |                                  |                                  |  |  |                                             |                                             |                                             |                                             |                                               |                                               |                                               |                                               |                                                  |                                                  |                                                  |                                                  |                                                  |                                                  |                |                |                                                |                                                |                                                |                                                |                                                |                                                |         |  |                                                |                                                |                                                |                                                |                                                |                                                |               |  |                                               |                                               |                                               |                                               |                                               |                                               |                                            |                                            |                                                   |                                                   |                                                   |                                                   |                                                   |                                                   |  |  |                                           |                                           |                                           |                                           |                                           |                                           |  |  |  |  |  |  |  |  |  |  |  |  |  |  |  |  |  |  |  |  |  |  |  |  |  |  |  |  |  |  |  |  |  |  |  |  |  |  |  |  |  |  |  |  |  |  |  |  |  |  |  |  |
| Lưu Bồn Tử 10-25-27-？                                  | Lưu Bồn Tử 10-25-27-？                                  | Lưu Bồn Tử 10-25-27-？                                  | Lưu Bồn Tử 10-25-27-？                                  | Lưu Bồn Tử 10-25-27-？                                  | Lưu Bồn Tử 10-25-27-？                                  |  |  |                                  |                                  |                                  |                                  |                                  |                                  |  |  | Hán Chương Đế Lưu Đát 57-75-88              | Hán Chương Đế Lưu Đát 57-75-88              | Hán Chương Đế Lưu Đát 57-75-88              | Hán Chương Đế Lưu Đát 57-75-88              | Hán Chương Đế Lưu Đát 57-75-88                | Hán Chương Đế Lưu Đát 57-75-88                |                                               |                                               |                                                  |                                                  |                                                  |                                                  |                                                  |                                                  |                |                |                                                |                                                |                                                |                                                |                                                |                                                |         |  |                                                |                                                |                                                |                                                |                                                |                                                |               |  | Nhũ Tử Lưu Anh 5-6-9-25                       | Nhũ Tử Lưu Anh 5-6-9-25                       | Nhũ Tử Lưu Anh 5-6-9-25                       | Nhũ Tử Lưu Anh 5-6-9-25                       | Nhũ Tử Lưu Anh 5-6-9-25                       | Nhũ Tử Lưu Anh 5-6-9-25                       |                                            |                                            |                                                   |                                                   |                                                   |                                                   |                                                   |                                                   |  |  | Lưu Vĩnh ？-25-27                         | Lưu Vĩnh ？-25-27                         | Lưu Vĩnh ？-25-27                         | Lưu Vĩnh ？-25-27                         | Lưu Vĩnh ？-25-27                         | Lưu Vĩnh ？-25-27                         |  |  |  |  |  |  |  |  |  |  |  |  |  |  |  |  |  |  |  |  |  |  |  |  |  |  |  |  |  |  |  |  |  |  |  |  |  |  |  |  |  |  |  |  |  |  |  |  |  |  |  |  |
| Lưu Bồn Tử 10-25-27-？                                  | Lưu Bồn Tử 10-25-27-？                                  | Lưu Bồn Tử 10-25-27-？                                  | Lưu Bồn Tử 10-25-27-？                                  | Lưu Bồn Tử 10-25-27-？                                  | Lưu Bồn Tử 10-25-27-？                                  |  |  |                                  |                                  |                                  |                                  |                                  |                                  |  |  | Hán Chương Đế Lưu Đát 57-75-88              | Hán Chương Đế Lưu Đát 57-75-88              | Hán Chương Đế Lưu Đát 57-75-88              | Hán Chương Đế Lưu Đát 57-75-88              | Hán Chương Đế Lưu Đát 57-75-88                | Hán Chương Đế Lưu Đát 57-75-88                |                                               |                                               |                                                  |                                                  |                                                  |                                                  |                                                  |                                                  |                |                |                                                |                                                |                                                |                                                |                                                |                                                |         |  |                                                |                                                |                                                |                                                |                                                |                                                |               |  | Nhũ Tử Lưu Anh 5-6-9-25                       | Nhũ Tử Lưu Anh 5-6-9-25                       | Nhũ Tử Lưu Anh 5-6-9-25                       | Nhũ Tử Lưu Anh 5-6-9-25                       | Nhũ Tử Lưu Anh 5-6-9-25                       | Nhũ Tử Lưu Anh 5-6-9-25                       |                                            |                                            |                                                   |                                                   |                                                   |                                                   |                                                   |                                                   |  |  | Lưu Vĩnh ？-25-27                         | Lưu Vĩnh ？-25-27                         | Lưu Vĩnh ？-25-27                         | Lưu Vĩnh ？-25-27                         | Lưu Vĩnh ？-25-27                         | Lưu Vĩnh ？-25-27                         |  |  |  |  |  |  |  |  |  |  |  |  |  |  |  |  |  |  |  |  |  |  |  |  |  |  |  |  |  |  |  |  |  |  |  |  |  |  |  |  |  |  |  |  |  |  |  |  |  |  |  |  |
|                                                         |                                                         |                                                         |                                                         |                                                         |                                                         |  |  |                                  |                                  |                                  |                                  |                                  |                                  |  |  |                                             |                                             |                                             |                                             |                                               |                                               |                                               |                                               |                                                  |                                                  |                                                  |                                                  |                                                  |                                                  |                |                |                                                |                                                |                                                |                                                |                                                |                                                |         |  |                                                |                                                |                                                |                                                |                                                |                                                |               |  |                                               |                                               |                                               |                                               |                                               |                                               |                                            |                                            |                                                   |                                                   |                                                   |                                                   |                                                   |                                                   |  |  |                                           |                                           |                                           |                                           |                                           |                                           |  |  |  |  |  |  |  |  |  |  |  |  |  |  |  |  |  |  |  |  |  |  |  |  |  |  |  |  |  |  |  |  |  |  |  |  |  |  |  |  |  |  |  |  |  |  |  |  |  |  |  |  |
| Thiên Thừa Trinh vương Lưu Kháng ？-93                  | Thiên Thừa Trinh vương Lưu Kháng ？-93                  | Thiên Thừa Trinh vương Lưu Kháng ？-93                  | Thiên Thừa Trinh vương Lưu Kháng ？-93                  | Thiên Thừa Trinh vương Lưu Kháng ？-93                  | Thiên Thừa Trinh vương Lưu Kháng ？-93                  |  |  | Hiếu Đức hoàng Lưu Khánh 78-107  | Hiếu Đức hoàng Lưu Khánh 78-107  | Hiếu Đức hoàng Lưu Khánh 78-107  | Hiếu Đức hoàng Lưu Khánh 78-107  | Hiếu Đức hoàng Lưu Khánh 78-107  | Hiếu Đức hoàng Lưu Khánh 78-107  |  |  | Hán Hòa Đế Lưu Triệu 79-88-105              | Hán Hòa Đế Lưu Triệu 79-88-105              | Hán Hòa Đế Lưu Triệu 79-88-105              | Hán Hòa Đế Lưu Triệu 79-88-105              | Hán Hòa Đế Lưu Triệu 79-88-105                | Hán Hòa Đế Lưu Triệu 79-88-105                |                                               |                                               | Tế Bắc Huệ vương Lưu Thọ ？-120                  | Tế Bắc Huệ vương Lưu Thọ ？-120                  | Tế Bắc Huệ vương Lưu Thọ ？-120                  | Tế Bắc Huệ vương Lưu Thọ ？-120                  | Tế Bắc Huệ vương Lưu Thọ ？-120                  | Tế Bắc Huệ vương Lưu Thọ ？-120                  |                |                |                                                |                                                |                                                |                                                |                                                |                                                |         |  | Hiếu Mục hoàng Lưu Khai ？-132                 | Hiếu Mục hoàng Lưu Khai ？-132                 | Hiếu Mục hoàng Lưu Khai ？-132                 | Hiếu Mục hoàng Lưu Khai ？-132                 | Hiếu Mục hoàng Lưu Khai ？-132                 | Hiếu Mục hoàng Lưu Khai ？-132                 |               |  |                                               |                                               |                                               |                                               |                                               |                                               |                                            |                                            |                                                   |                                                   |                                                   |                                                   |                                                   |                                                   |  |  | Lưu Hu                                    | Lưu Hu                                    | Lưu Hu                                    | Lưu Hu                                    | Lưu Hu                                    | Lưu Hu                                    |  |  |  |  |  |  |  |  |  |  |  |  |  |  |  |  |  |  |  |  |  |  |  |  |  |  |  |  |  |  |  |  |  |  |  |  |  |  |  |  |  |  |  |  |  |  |  |  |  |  |  |  |
| Thiên Thừa Trinh vương Lưu Kháng ？-93                  | Thiên Thừa Trinh vương Lưu Kháng ？-93                  | Thiên Thừa Trinh vương Lưu Kháng ？-93                  | Thiên Thừa Trinh vương Lưu Kháng ？-93                  | Thiên Thừa Trinh vương Lưu Kháng ？-93                  | Thiên Thừa Trinh vương Lưu Kháng ？-93                  |  |  | Hiếu Đức hoàng Lưu Khánh 78-107  | Hiếu Đức hoàng Lưu Khánh 78-107  | Hiếu Đức hoàng Lưu Khánh 78-107  | Hiếu Đức hoàng Lưu Khánh 78-107  | Hiếu Đức hoàng Lưu Khánh 78-107  | Hiếu Đức hoàng Lưu Khánh 78-107  |  |  | Hán Hòa Đế Lưu Triệu 79-88-105              | Hán Hòa Đế Lưu Triệu 79-88-105              | Hán Hòa Đế Lưu Triệu 79-88-105              | Hán Hòa Đế Lưu Triệu 79-88-105              | Hán Hòa Đế Lưu Triệu 79-88-105                | Hán Hòa Đế Lưu Triệu 79-88-105                |                                               |                                               | Tế Bắc Huệ vương Lưu Thọ ？-120                  | Tế Bắc Huệ vương Lưu Thọ ？-120                  | Tế Bắc Huệ vương Lưu Thọ ？-120                  | Tế Bắc Huệ vương Lưu Thọ ？-120                  | Tế Bắc Huệ vương Lưu Thọ ？-120                  | Tế Bắc Huệ vương Lưu Thọ ？-120                  |                |                |                                                |                                                |                                                |                                                |                                                |                                                |         |  | Hiếu Mục hoàng Lưu Khai ？-132                 | Hiếu Mục hoàng Lưu Khai ？-132                 | Hiếu Mục hoàng Lưu Khai ？-132                 | Hiếu Mục hoàng Lưu Khai ？-132                 | Hiếu Mục hoàng Lưu Khai ？-132                 | Hiếu Mục hoàng Lưu Khai ？-132                 |               |  |                                               |                                               |                                               |                                               |                                               |                                               |                                            |                                            |                                                   |                                                   |                                                   |                                                   |                                                   |                                                   |  |  | Lưu Hu                                    | Lưu Hu                                    | Lưu Hu                                    | Lưu Hu                                    | Lưu Hu                                    | Lưu Hu                                    |  |  |  |  |  |  |  |  |  |  |  |  |  |  |  |  |  |  |  |  |  |  |  |  |  |  |  |  |  |  |  |  |  |  |  |  |  |  |  |  |  |  |  |  |  |  |  |  |  |  |  |  |
|                                                         |                                                         |                                                         |                                                         |                                                         |                                                         |  |  |                                  |                                  |                                  |                                  |                                  |                                  |  |  |                                             |                                             |                                             |                                             |                                               |                                               |                                               |                                               |                                                  |                                                  |                                                  |                                                  |                                                  |                                                  |                |                |                                                |                                                |                                                |                                                |                                                |                                                |         |  |                                                |                                                |                                                |                                                |                                                |                                                |               |  |                                               |                                               |                                               |                                               |                                               |                                               |                                            |                                            |                                                   |                                                   |                                                   |                                                   |                                                   |                                                   |  |  |                                           |                                           |                                           |                                           |                                           |                                           |  |  |  |  |  |  |  |  |  |  |  |  |  |  |  |  |  |  |  |  |  |  |  |  |  |  |  |  |  |  |  |  |  |  |  |  |  |  |  |  |  |  |  |  |  |  |  |  |  |  |  |  |
| Nhạc An Di vương Lưu Sủng ？-122                        | Nhạc An Di vương Lưu Sủng ？-122                        | Nhạc An Di vương Lưu Sủng ？-122                        | Nhạc An Di vương Lưu Sủng ？-122                        | Nhạc An Di vương Lưu Sủng ？-122                        | Nhạc An Di vương Lưu Sủng ？-122                        |  |  | Hán An Đế Lưu Hỗ 94-106-125      | Hán An Đế Lưu Hỗ 94-106-125      | Hán An Đế Lưu Hỗ 94-106-125      | Hán An Đế Lưu Hỗ 94-106-125      | Hán An Đế Lưu Hỗ 94-106-125      | Hán An Đế Lưu Hỗ 94-106-125      |  |  | Hán Thương Đế Lưu Long 105-106              | Hán Thương Đế Lưu Long 105-106              | Hán Thương Đế Lưu Long 105-106              | Hán Thương Đế Lưu Long 105-106              | Hán Thương Đế Lưu Long 105-106                | Hán Thương Đế Lưu Long 105-106                |                                               |                                               | Bắc Hương hầu Lưu Ý ？-125                       | Bắc Hương hầu Lưu Ý ？-125                       | Bắc Hương hầu Lưu Ý ？-125                       | Bắc Hương hầu Lưu Ý ？-125                       | Bắc Hương hầu Lưu Ý ？-125                       | Bắc Hương hầu Lưu Ý ？-125                       |                |                | Hiếu Sùng hoàng Lưu Dực                        | Hiếu Sùng hoàng Lưu Dực                        | Hiếu Sùng hoàng Lưu Dực                        | Hiếu Sùng hoàng Lưu Dực                        | Hiếu Sùng hoàng Lưu Dực                        | Hiếu Sùng hoàng Lưu Dực                        |         |  | Hiếu Nguyên hoàng Lưu Thục                     | Hiếu Nguyên hoàng Lưu Thục                     | Hiếu Nguyên hoàng Lưu Thục                     | Hiếu Nguyên hoàng Lưu Thục                     | Hiếu Nguyên hoàng Lưu Thục                     | Hiếu Nguyên hoàng Lưu Thục                     |               |  |                                               |                                               |                                               |                                               |                                               |                                               |                                            |                                            | Lưu Hùng                                          | Lưu Hùng                                          | Lưu Hùng                                          | Lưu Hùng                                          | Lưu Hùng                                          | Lưu Hùng                                          |  |  |                                           |                                           |                                           |                                           |                                           |                                           |  |  |  |  |  |  |  |  |  |  |  |  |  |  |  |  |  |  |  |  |  |  |  |  |  |  |  |  |  |  |  |  |  |  |  |  |  |  |  |  |  |  |  |  |  |  |  |  |  |  |  |  |
| Nhạc An Di vương Lưu Sủng ？-122                        | Nhạc An Di vương Lưu Sủng ？-122                        | Nhạc An Di vương Lưu Sủng ？-122                        | Nhạc An Di vương Lưu Sủng ？-122                        | Nhạc An Di vương Lưu Sủng ？-122                        | Nhạc An Di vương Lưu Sủng ？-122                        |  |  | Hán An Đế Lưu Hỗ 94-106-125      | Hán An Đế Lưu Hỗ 94-106-125      | Hán An Đế Lưu Hỗ 94-106-125      | Hán An Đế Lưu Hỗ 94-106-125      | Hán An Đế Lưu Hỗ 94-106-125      | Hán An Đế Lưu Hỗ 94-106-125      |  |  | Hán Thương Đế Lưu Long 105-106              | Hán Thương Đế Lưu Long 105-106              | Hán Thương Đế Lưu Long 105-106              | Hán Thương Đế Lưu Long 105-106              | Hán Thương Đế Lưu Long 105-106                | Hán Thương Đế Lưu Long 105-106                |                                               |                                               | Bắc Hương hầu Lưu Ý ？-125                       | Bắc Hương hầu Lưu Ý ？-125                       | Bắc Hương hầu Lưu Ý ？-125                       | Bắc Hương hầu Lưu Ý ？-125                       | Bắc Hương hầu Lưu Ý ？-125                       | Bắc Hương hầu Lưu Ý ？-125                       |                |                | Hiếu Sùng hoàng Lưu Dực                        | Hiếu Sùng hoàng Lưu Dực                        | Hiếu Sùng hoàng Lưu Dực                        | Hiếu Sùng hoàng Lưu Dực                        | Hiếu Sùng hoàng Lưu Dực                        | Hiếu Sùng hoàng Lưu Dực                        |         |  | Hiếu Nguyên hoàng Lưu Thục                     | Hiếu Nguyên hoàng Lưu Thục                     | Hiếu Nguyên hoàng Lưu Thục                     | Hiếu Nguyên hoàng Lưu Thục                     | Hiếu Nguyên hoàng Lưu Thục                     | Hiếu Nguyên hoàng Lưu Thục                     |               |  |                                               |                                               |                                               |                                               |                                               |                                               |                                            |                                            | Lưu Hùng                                          | Lưu Hùng                                          | Lưu Hùng                                          | Lưu Hùng                                          | Lưu Hùng                                          | Lưu Hùng                                          |  |  |                                           |                                           |                                           |                                           |                                           |                                           |  |  |  |  |  |  |  |  |  |  |  |  |  |  |  |  |  |  |  |  |  |  |  |  |  |  |  |  |  |  |  |  |  |  |  |  |  |  |  |  |  |  |  |  |  |  |  |  |  |  |  |  |
| Bột Hải Hiếu vương Lưu Hồng ？-147                      | Bột Hải Hiếu vương Lưu Hồng ？-147                      | Bột Hải Hiếu vương Lưu Hồng ？-147                      | Bột Hải Hiếu vương Lưu Hồng ？-147                      | Bột Hải Hiếu vương Lưu Hồng ？-147                      | Bột Hải Hiếu vương Lưu Hồng ？-147                      |  |  | Hán Thuận Đế Lưu Bảo 115-125-144 | Hán Thuận Đế Lưu Bảo 115-125-144 | Hán Thuận Đế Lưu Bảo 115-125-144 | Hán Thuận Đế Lưu Bảo 115-125-144 | Hán Thuận Đế Lưu Bảo 115-125-144 | Hán Thuận Đế Lưu Bảo 115-125-144 |  |  |                                             |                                             |                                             |                                             |                                               |                                               |                                               |                                               |                                                  |                                                  |                                                  |                                                  |                                                  |                                                  |                |                |                                                |                                                |                                                |                                                |                                                |                                                |         |  |                                                |                                                |                                                |                                                |                                                |                                                |               |  |                                               |                                               |                                               |                                               |                                               |                                               |                                            |                                            | Lưu Hoằng                                         | Lưu Hoằng                                         | Lưu Hoằng                                         | Lưu Hoằng                                         | Lưu Hoằng                                         | Lưu Hoằng                                         |  |  |                                           |                                           |                                           |                                           |                                           |                                           |  |  |  |  |  |  |  |  |  |  |  |  |  |  |  |  |  |  |  |  |  |  |  |  |  |  |  |  |  |  |  |  |  |  |  |  |  |  |  |  |  |  |  |  |  |  |  |  |  |  |  |  |
| Bột Hải Hiếu vương Lưu Hồng ？-147                      | Bột Hải Hiếu vương Lưu Hồng ？-147                      | Bột Hải Hiếu vương Lưu Hồng ？-147                      | Bột Hải Hiếu vương Lưu Hồng ？-147                      | Bột Hải Hiếu vương Lưu Hồng ？-147                      | Bột Hải Hiếu vương Lưu Hồng ？-147                      |  |  | Hán Thuận Đế Lưu Bảo 115-125-144 | Hán Thuận Đế Lưu Bảo 115-125-144 | Hán Thuận Đế Lưu Bảo 115-125-144 | Hán Thuận Đế Lưu Bảo 115-125-144 | Hán Thuận Đế Lưu Bảo 115-125-144 | Hán Thuận Đế Lưu Bảo 115-125-144 |  |  |                                             |                                             |                                             |                                             |                                               |                                               |                                               |                                               |                                                  |                                                  |                                                  |                                                  |                                                  |                                                  |                |                |                                                |                                                |                                                |                                                |                                                |                                                |         |  |                                                |                                                |                                                |                                                |                                                |                                                |               |  |                                               |                                               |                                               |                                               |                                               |                                               |                                            |                                            | Lưu Hoằng                                         | Lưu Hoằng                                         | Lưu Hoằng                                         | Lưu Hoằng                                         | Lưu Hoằng                                         | Lưu Hoằng                                         |  |  |                                           |                                           |                                           |                                           |                                           |                                           |  |  |  |  |  |  |  |  |  |  |  |  |  |  |  |  |  |  |  |  |  |  |  |  |  |  |  |  |  |  |  |  |  |  |  |  |  |  |  |  |  |  |  |  |  |  |  |  |  |  |  |  |
|                                                         |                                                         |                                                         |                                                         |                                                         |                                                         |  |  |                                  |                                  |                                  |                                  |                                  |                                  |  |  |                                             |                                             |                                             |                                             |                                               |                                               |                                               |                                               |                                                  |                                                  |                                                  |                                                  |                                                  |                                                  |                |                |                                                |                                                |                                                |                                                |                                                |                                                |         |  |                                                |                                                |                                                |                                                |                                                |                                                |               |  |                                               |                                               |                                               |                                               |                                               |                                               |                                            |                                            | Thục Hán                                          |                                                   |                                                   |                                                   |                                                   |                                                   |  |  |                                           |                                           |                                           |                                           |                                           |                                           |  |  |  |  |  |  |  |  |  |  |  |  |  |  |  |  |  |  |  |  |  |  |  |  |  |  |  |  |  |  |  |  |  |  |  |  |  |  |  |  |  |  |  |  |  |  |  |  |  |  |  |  |
|                                                         |                                                         |                                                         |                                                         |                                                         |                                                         |  |  |                                  |                                  |                                  |                                  |                                  |                                  |  |  |                                             |                                             |                                             |                                             |                                               |                                               |                                               |                                               |                                                  |                                                  |                                                  |                                                  |                                                  |                                                  |                |                |                                                |                                                |                                                |                                                |                                                |                                                |         |  |                                                |                                                |                                                |                                                |                                                |                                                |               |  |                                               |                                               |                                               |                                               |                                               |                                               |                                            |                                            |                                                   |                                                   |                                                   |                                                   |                                                   |                                                   |  |  |                                           |                                           |                                           |                                           |                                           |                                           |  |  |  |  |  |  |  |  |  |  |  |  |  |  |  |  |  |  |  |  |  |  |  |  |  |  |  |  |  |  |  |  |  |  |  |  |  |  |  |  |  |  |  |  |  |  |  |  |  |  |  |  |
| Hán Chất Đế Lưu Toản 138-145-146                        | Hán Chất Đế Lưu Toản 138-145-146                        | Hán Chất Đế Lưu Toản 138-145-146                        | Hán Chất Đế Lưu Toản 138-145-146                        | Hán Chất Đế Lưu Toản 138-145-146                        | Hán Chất Đế Lưu Toản 138-145-146                        |  |  | Hán Xung Đế Lưu Bỉnh 143-144-145 | Hán Xung Đế Lưu Bỉnh 143-144-145 | Hán Xung Đế Lưu Bỉnh 143-144-145 | Hán Xung Đế Lưu Bỉnh 143-144-145 | Hán Xung Đế Lưu Bỉnh 143-144-145 | Hán Xung Đế Lưu Bỉnh 143-144-145 |  |  |                                             |                                             |                                             |                                             |                                               |                                               |                                               |                                               |                                                  |                                                  |                                                  |                                                  |                                                  |                                                  |                |                | Hán Hoàn Đế Lưu Chí 132-146-168                | Hán Hoàn Đế Lưu Chí 132-146-168                | Hán Hoàn Đế Lưu Chí 132-146-168                | Hán Hoàn Đế Lưu Chí 132-146-168                | Hán Hoàn Đế Lưu Chí 132-146-168                | Hán Hoàn Đế Lưu Chí 132-146-168                |         |  | Hiếu Nhân hoàng Lưu Trường                     | Hiếu Nhân hoàng Lưu Trường                     | Hiếu Nhân hoàng Lưu Trường                     | Hiếu Nhân hoàng Lưu Trường                     | Hiếu Nhân hoàng Lưu Trường                     | Hiếu Nhân hoàng Lưu Trường                     |               |  |                                               |                                               |                                               |                                               |                                               |                                               |                                            |                                            | Hán Chiêu Liệt Đế Lưu Bị 161-221-223              | Hán Chiêu Liệt Đế Lưu Bị 161-221-223              | Hán Chiêu Liệt Đế Lưu Bị 161-221-223              | Hán Chiêu Liệt Đế Lưu Bị 161-221-223              | Hán Chiêu Liệt Đế Lưu Bị 161-221-223              | Hán Chiêu Liệt Đế Lưu Bị 161-221-223              |  |  |                                           |                                           |                                           |                                           |                                           |                                           |  |  |  |  |  |  |  |  |  |  |  |  |  |  |  |  |  |  |  |  |  |  |  |  |  |  |  |  |  |  |  |  |  |  |  |  |  |  |  |  |  |  |  |  |  |  |  |  |  |  |  |  |
| Hán Chất Đế Lưu Toản 138-145-146                        | Hán Chất Đế Lưu Toản 138-145-146                        | Hán Chất Đế Lưu Toản 138-145-146                        | Hán Chất Đế Lưu Toản 138-145-146                        | Hán Chất Đế Lưu Toản 138-145-146                        | Hán Chất Đế Lưu Toản 138-145-146                        |  |  | Hán Xung Đế Lưu Bỉnh 143-144-145 | Hán Xung Đế Lưu Bỉnh 143-144-145 | Hán Xung Đế Lưu Bỉnh 143-144-145 | Hán Xung Đế Lưu Bỉnh 143-144-145 | Hán Xung Đế Lưu Bỉnh 143-144-145 | Hán Xung Đế Lưu Bỉnh 143-144-145 |  |  |                                             |                                             |                                             |                                             |                                               |                                               |                                               |                                               |                                                  |                                                  |                                                  |                                                  |                                                  |                                                  |                |                | Hán Hoàn Đế Lưu Chí 132-146-168                | Hán Hoàn Đế Lưu Chí 132-146-168                | Hán Hoàn Đế Lưu Chí 132-146-168                | Hán Hoàn Đế Lưu Chí 132-146-168                | Hán Hoàn Đế Lưu Chí 132-146-168                | Hán Hoàn Đế Lưu Chí 132-146-168                |         |  | Hiếu Nhân hoàng Lưu Trường                     | Hiếu Nhân hoàng Lưu Trường                     | Hiếu Nhân hoàng Lưu Trường                     | Hiếu Nhân hoàng Lưu Trường                     | Hiếu Nhân hoàng Lưu Trường                     | Hiếu Nhân hoàng Lưu Trường                     |               |  |                                               |                                               |                                               |                                               |                                               |                                               |                                            |                                            | Hán Chiêu Liệt Đế Lưu Bị 161-221-223              | Hán Chiêu Liệt Đế Lưu Bị 161-221-223              | Hán Chiêu Liệt Đế Lưu Bị 161-221-223              | Hán Chiêu Liệt Đế Lưu Bị 161-221-223              | Hán Chiêu Liệt Đế Lưu Bị 161-221-223              | Hán Chiêu Liệt Đế Lưu Bị 161-221-223              |  |  |                                           |                                           |                                           |                                           |                                           |                                           |  |  |  |  |  |  |  |  |  |  |  |  |  |  |  |  |  |  |  |  |  |  |  |  |  |  |  |  |  |  |  |  |  |  |  |  |  |  |  |  |  |  |  |  |  |  |  |  |  |  |  |  |
|                                                         |                                                         |                                                         |                                                         |                                                         |                                                         |  |  |                                  |                                  |                                  |                                  |                                  |                                  |  |  |                                             |                                             |                                             |                                             |                                               |                                               |                                               |                                               |                                                  |                                                  |                                                  |                                                  |                                                  |                                                  |                |                |                                                |                                                |                                                |                                                |                                                |                                                |         |  |                                                |                                                |                                                |                                                |                                                |                                                |               |  |                                               |                                               |                                               |                                               |                                               |                                               |                                            |                                            |                                                   |                                                   |                                                   |                                                   |                                                   |                                                   |  |  |                                           |                                           |                                           |                                           |                                           |                                           |  |  |  |  |  |  |  |  |  |  |  |  |  |  |  |  |  |  |  |  |  |  |  |  |  |  |  |  |  |  |  |  |  |  |  |  |  |  |  |  |  |  |  |  |  |  |  |  |  |  |  |  |
|                                                         |                                                         |                                                         |                                                         |                                                         |                                                         |  |  |                                  |                                  |                                  |                                  |                                  |                                  |  |  |                                             |                                             |                                             |                                             |                                               |                                               |                                               |                                               |                                                  |                                                  |                                                  |                                                  |                                                  |                                                  |                |                |                                                |                                                |                                                |                                                |                                                |                                                |         |  | Hán Linh Đế Lưu Hoành 156-168-189              | Hán Linh Đế Lưu Hoành 156-168-189              | Hán Linh Đế Lưu Hoành 156-168-189              | Hán Linh Đế Lưu Hoành 156-168-189              | Hán Linh Đế Lưu Hoành 156-168-189              | Hán Linh Đế Lưu Hoành 156-168-189              |               |  |                                               |                                               |                                               |                                               |                                               |                                               |                                            |                                            | Thục Hán Hậu Chủ Lưu Thiện 207-223-263-271        | Thục Hán Hậu Chủ Lưu Thiện 207-223-263-271        | Thục Hán Hậu Chủ Lưu Thiện 207-223-263-271        | Thục Hán Hậu Chủ Lưu Thiện 207-223-263-271        | Thục Hán Hậu Chủ Lưu Thiện 207-223-263-271        | Thục Hán Hậu Chủ Lưu Thiện 207-223-263-271        |  |  |                                           |                                           |                                           |                                           |                                           |                                           |  |  |  |  |  |  |  |  |  |  |  |  |  |  |  |  |  |  |  |  |  |  |  |  |  |  |  |  |  |  |  |  |  |  |  |  |  |  |  |  |  |  |  |  |  |  |  |  |  |  |  |  |
|                                                         |                                                         |                                                         |                                                         |                                                         |                                                         |  |  |                                  |                                  |                                  |                                  |                                  |                                  |  |  |                                             |                                             |                                             |                                             |                                               |                                               |                                               |                                               |                                                  |                                                  |                                                  |                                                  |                                                  |                                                  |                |                |                                                |                                                |                                                |                                                |                                                |                                                |         |  | Hán Linh Đế Lưu Hoành 156-168-189              | Hán Linh Đế Lưu Hoành 156-168-189              | Hán Linh Đế Lưu Hoành 156-168-189              | Hán Linh Đế Lưu Hoành 156-168-189              | Hán Linh Đế Lưu Hoành 156-168-189              | Hán Linh Đế Lưu Hoành 156-168-189              |               |  |                                               |                                               |                                               |                                               |                                               |                                               |                                            |                                            | Thục Hán Hậu Chủ Lưu Thiện 207-223-263-271        | Thục Hán Hậu Chủ Lưu Thiện 207-223-263-271        | Thục Hán Hậu Chủ Lưu Thiện 207-223-263-271        | Thục Hán Hậu Chủ Lưu Thiện 207-223-263-271        | Thục Hán Hậu Chủ Lưu Thiện 207-223-263-271        | Thục Hán Hậu Chủ Lưu Thiện 207-223-263-271        |  |  |                                           |                                           |                                           |                                           |                                           |                                           |  |  |  |  |  |  |  |  |  |  |  |  |  |  |  |  |  |  |  |  |  |  |  |  |  |  |  |  |  |  |  |  |  |  |  |  |  |  |  |  |  |  |  |  |  |  |  |  |  |  |  |  |
|                                                         |                                                         |                                                         |                                                         |                                                         |                                                         |  |  |                                  |                                  |                                  |                                  |                                  |                                  |  |  |                                             |                                             |                                             |                                             |                                               |                                               |                                               |                                               |                                                  |                                                  |                                                  |                                                  |                                                  |                                                  |                |                |                                                |                                                |                                                |                                                |                                                |                                                |         |  |                                                |                                                |                                                |                                                |                                                |                                                |               |  |                                               |                                               |                                               |                                               |                                               |                                               |                                            |                                            |                                                   |                                                   |                                                   |                                                   |                                                   |                                                   |  |  |                                           |                                           |                                           |                                           |                                           |                                           |  |  |  |  |  |  |  |  |  |  |  |  |  |  |  |  |  |  |  |  |  |  |  |  |  |  |  |  |  |  |  |  |  |  |  |  |  |  |  |  |  |  |  |  |  |  |  |  |  |  |  |  |
|                                                         |                                                         |                                                         |                                                         |                                                         |                                                         |  |  |                                  |                                  |                                  |                                  |                                  |                                  |  |  |                                             |                                             |                                             |                                             |                                               |                                               |                                               |                                               |                                                  |                                                  |                                                  |                                                  |                                                  |                                                  |                |                | Hán Thiếu Đế Lưu Biện 176-189                  | Hán Thiếu Đế Lưu Biện 176-189                  | Hán Thiếu Đế Lưu Biện 176-189                  | Hán Thiếu Đế Lưu Biện 176-189                  | Hán Thiếu Đế Lưu Biện 176-189                  | Hán Thiếu Đế Lưu Biện 176-189                  |         |  | Hán Hiến Đế Lưu Hiệp 181-189-220-234           | Hán Hiến Đế Lưu Hiệp 181-189-220-234           | Hán Hiến Đế Lưu Hiệp 181-189-220-234           | Hán Hiến Đế Lưu Hiệp 181-189-220-234           | Hán Hiến Đế Lưu Hiệp 181-189-220-234           | Hán Hiến Đế Lưu Hiệp 181-189-220-234           |               |  |                                               |                                               |                                               |                                               |                                               |                                               |                                            |                                            |                                                   |                                                   |                                                   |                                                   |                                                   |                                                   |  |  |                                           |                                           |                                           |                                           |                                           |                                           |  |  |  |  |  |  |  |  |  |  |  |  |  |  |  |  |  |  |  |  |  |  |  |  |  |  |  |  |  |  |  |  |  |  |  |  |  |  |  |  |  |  |  |  |  |  |  |  |  |  |  |  |

- Thân phụ: Lã Công (呂公). Năm 187 TCN, được Lã hậu truy tôn Lã Tuyên vương (呂宣王). Sử gia Quách Mạt Nhược cho rằng ông là hậu duệ của Lã Bất Vi.
- Phối ngẫu: Hán Cao Tổ Lưu Bang.
- Hậu duệ:

1. Hán Huệ Đế Lưu Doanh.
2. Lỗ Nguyên công chúa (魯元公主), không rõ tên thật.

- Anh chị em và cháu họ:
  - Lã Trường Hủ (呂長姁), chị gái trưởng.
    - Lã Bình (呂平), con trai Trường Hủ, phong Phù Liễu hầu (扶柳侯).

  - Lã Trạch (呂澤), anh trai, thụy phong Điệu Vũ vương (呂悼武王).
    - Lã Đài (呂台), con trai Lã Trạch, phong Lã vương (呂王). Mất, thụy là Túc vương (肅王).
      - Lã Gia (呂嘉), con trai Lã Đài, kế tước Lã vương.
      - Lã Thông (呂通), con trai Lã Đài, phong Yên vương (燕王) năm 181 TCN.
      - Lã Phỉ (呂庀), con trai Lã Đài, phong Đông Bình hầu (東平侯).

    - Lã Sản (呂產), con trai Lã Trạch, phong Lương vương (梁王) năm 181 TCN.

  - Lã Thích Chi (呂釋之), anh trai, thụy phong Triệu Chiêu vương (趙昭王).
    - Lã Tắc (呂則), con trai Lã Thích Chi, phong Kiến Thành hầu (建成侯).
    - Lã Chủng (呂種), con trai Lã Thích Chi, phong Phái hầu (沛侯).
    - Lã Lộc (呂祿), con trai Lã Thích Chi, kế nhiệm chức Triệu vương (趙王) năm 181 TCN.

  - Lã Tu (呂嬃), em gái, vợ của danh tướng Phàn Khoái, được phong làm Lâm Quang hầu (臨光侯) năm 184 TCN.

## Trong văn hóa đại chúng
| Năm  | Phim truyền hình         | Diễn viên thủ vai         |
| 1985 | 《Sở hà Hán giới》       | Thương Thiên Nga          |
| 1986 | 《Chân mệnh thiên tử》   | Âu Dương Bội San          |
| 1994 | 《Tây Sở bá vương》      | Củng Lợi                  |
| 2002 | 《Thần y hiệp lữ》       | Lưu Tuyết Hoa             |
| 2003 | 《Đại Hán phong》        | Ngô Thiến Liên            |
| 2004 | 《Hán Sở kiêu hùng》     | Trương Khả Di             |
| 2010 | 《Mỹ nhân tâm kế》       | Đới Xuân Vinh             |
| 2011 | 《Đại phong ca》         | Vương Cơ                  |
| 2012 | 《Vương đích nữ nhân》   | Trần Kiều Ân              |
| 2012 | 《Sở Hán truyền kì》     | Tần Lam                   |
| 2012 | 《Vương đích thịnh yến》 | Tần Lam                   |
| 2015 | 《Lã hậu truyền kỳ》     | Xa Thi Mạn (hủy vai diễn) |